# Walt Disney World Resort
Walt Disney World Resort en Floride est le plus grand complexe de loisirs de Walt Disney Parks and Resorts filiale de la Walt Disney Company. Il est situé à environ 30 kilomètres au sud-ouest d'Orlando, ville qui accueille depuis de nombreux parcs d'attractions concurrents tels que Universal Orlando Resort et SeaWorld. Le complexe de Disney regroupe plusieurs parcs de loisirs, de nombreux hôtels et tous les services associés. C'est une vraie ville fondée sur le tourisme et façonnée par ce que Walt Disney puis l'entreprise Disney ont appelé la magie Disney.
Le domaine s'étend sur plus de 27 400 acres (111 km2), soit un peu plus que la ville de Paris (105 km2) ou deux fois l'île de Manhattan (50 km2). Le parc fut à l'origine de l'explosion démographique et économique de la ville d'Orlando, particulièrement de son aéroport et de son secteur hôtelier.
Walt Disney négocia avec l'État de Floride pour que le domaine puisse avoir une juridiction comparable à une ville. C'est la signature du Reedy Creek Act qui créa en 1965 l'équivalent d'une commune dirigée par une société privée, la première du genre.
Le parc appartient en réalité à plusieurs sociétés toutes filiales de la Walt Disney Company dont la Walt Disney World Company et la Walt Disney Travel Company. Walt Disney avait organisé un important « montage financier » avec des sociétés écrans afin de diluer la part de la Walt Disney Company dans cet important projet.
Il possédait sa propre monnaie valable dans tout le domaine, le Disney Dollar, échangeable au taux de 1 pour 1, avec le dollar américain.

Autre logo du complexe

## Historique

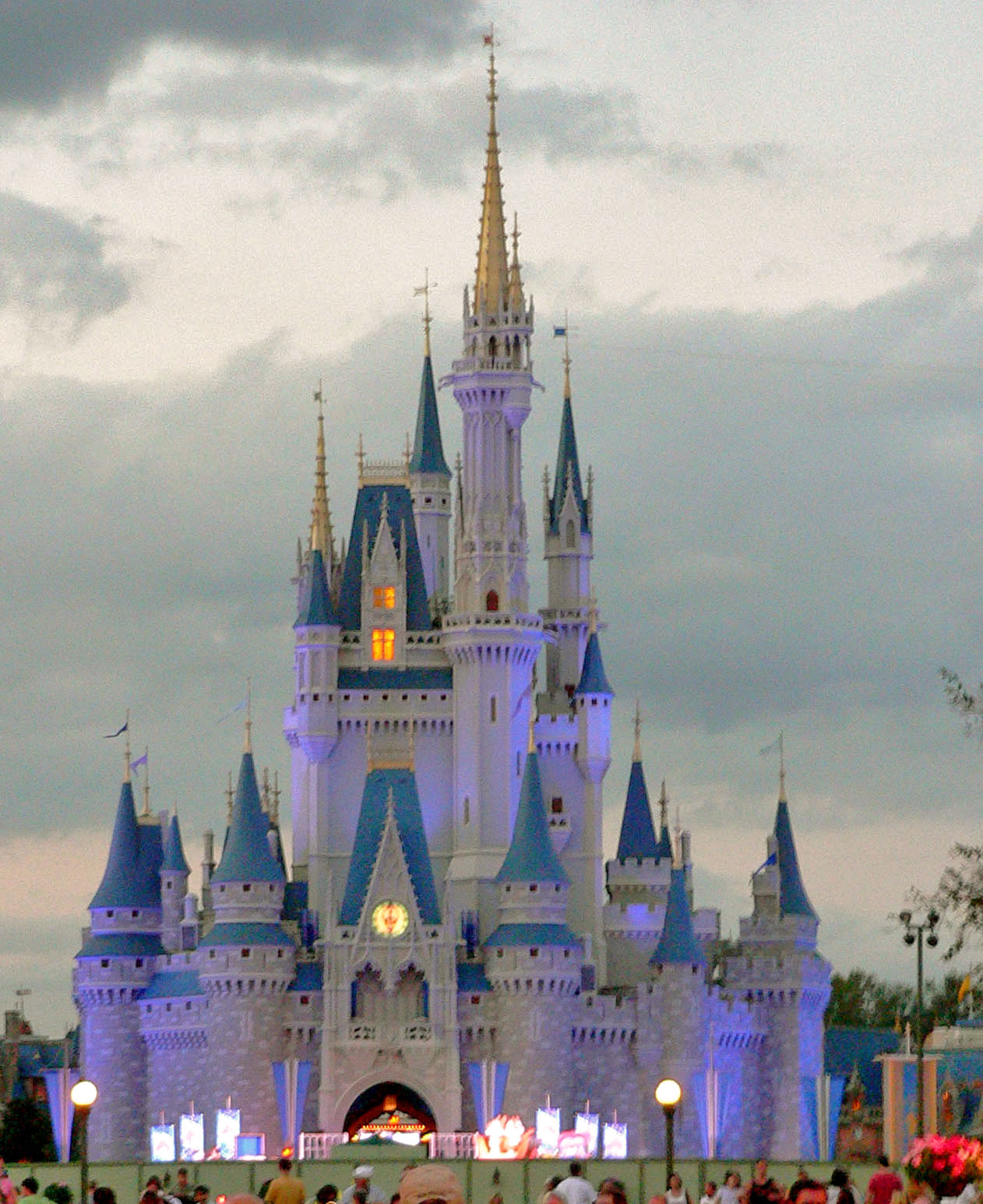
Château de Cendrillon, centre et point de repère du parc Magic Kingdom.

L'histoire du complexe remonte aux  années qui suivirent l'ouverture en Californie du premier parc de la société Disney, Disneyland. Walt Disney aurait voulu faire de ce parc un Royaume enchanté au plein sens du terme. Mais il s'aperçut que les alentours de son royaume attiraient des promoteurs peu respectueux de la qualité du décor qu'il désirait. Alors il décida de construire un autre parc dont il maîtriserait les alentours. En outre, dans les années 1960, la Floride attire plus de 20 millions de touristes venant en voiture principalement de l'est des États-Unis et passant par le centre de l'État pour rejoindre les plages. Enfin, un nouveau parc installé en Floride ne risquait pas de concurrencer le parc californien.
Le premier parc du Walt Disney World ouvrit ses portes le 1er octobre 1971. Depuis, grâce à l'immense superficie, la Walt Disney Company a pu ouvrir plusieurs autres parcs, de nombreux hôtels et tout un univers environnant à l'image "voulue par son créateur", un monde d'illusion.

### Le projet 1959-1971
Le projet commença peu après l'ouverture de Disneyland en 1955 quand Walt Disney s'aperçut qu'il n'avait aucun contrôle sur l'extérieur de son Royaume enchanté.

#### Le repérage
En 1959, la Walt Disney Company, sous la direction de Walt Disney, commence à chercher un second domaine pour compléter l'offre de Disneyland, qui avait ouvert à Los Angeles en 1955. Une étude de marché avait révélé que seulement 2 % des visiteurs de Disneyland venaient de l'est du Mississippi, où près de 75 % de la population des États-Unis vivent. Jimmy Johnson évoque la valeur de 66 % du public venant de l'ouest du Mississippi.
Walt Disney survola le site d'Orlando pour la première fois le 22 novembre 1963. Il put se rendre compte de la qualité du réseau routier, comprenant l'autoroute Interstate 4 et la Florida's Turnpike, ainsi que de la présence de la base aérienne McCoy Air Force Base, qui devint bientôt l'aéroport international d'Orlando. Quand plus tard on lui demanda pourquoi il avait choisi ce site, Walt Disney répondit que c'était « à cause des autoroutes qui se croisent ici ». Le plan d'eau naturel de Bay Lake l'intéressa aussi pour la première phase du développement du complexe.

#### Les achats de terrains

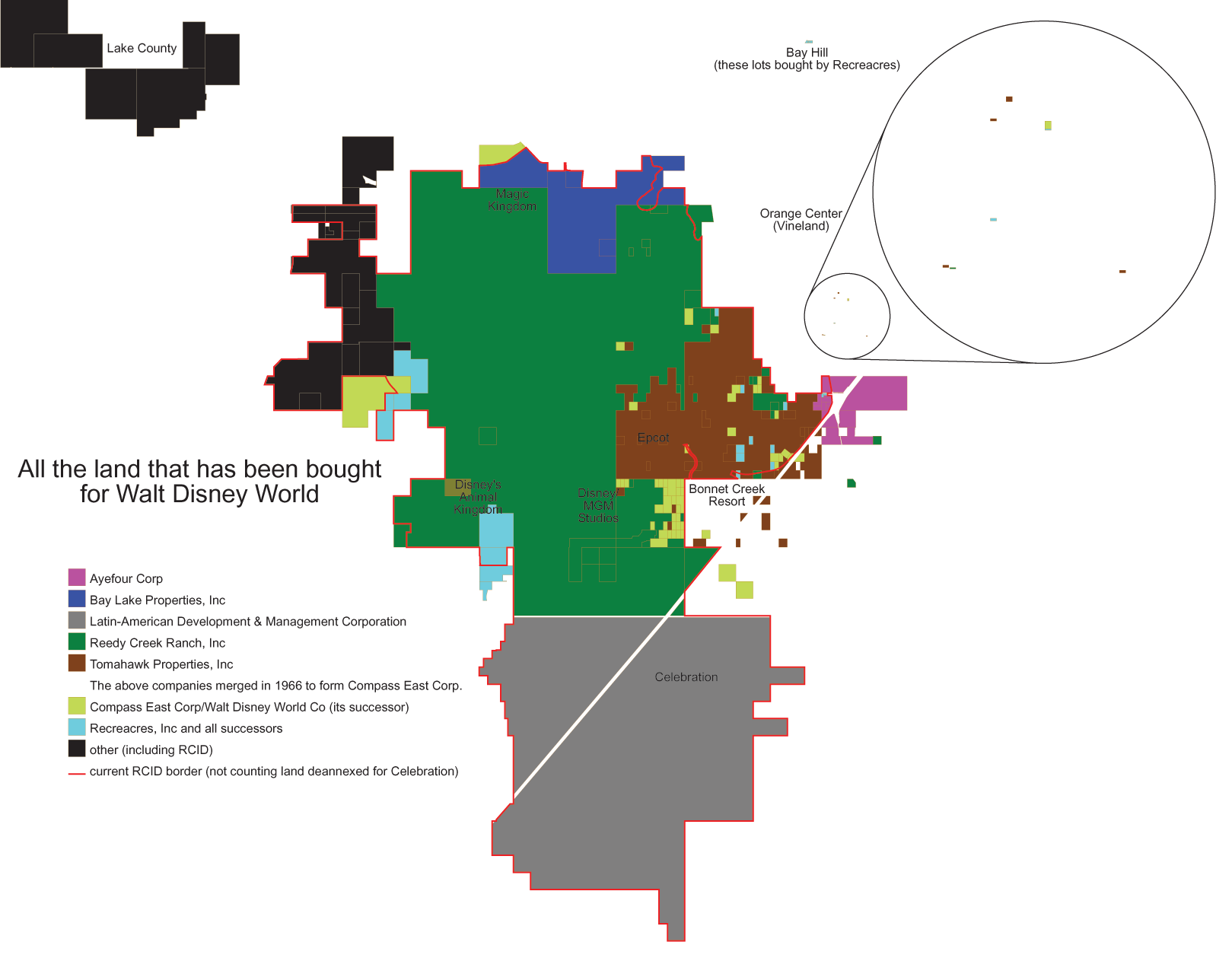
Carte des terrains achetés pour Walt Disney World et répartis par sociétés.

Voir aussi l'article sur la Walt Disney World Company.
Entre fin 1963 et 1965, Walt Disney sous le couvert d'agents et de sociétés écrans, se proposa d'acheter à de nombreux petits propriétaires leur orangeraie ou leur marais à environ une trentaine de kilomètres au sud-ouest d'Orlando, entre le Bay Lake, le croisement de l'autoroute Interstate 4, alors en construction et l'U.S. Route 192 pour un total de 27 400 acres (11 088 ha) (111 km2). Le secret fut gardé vis-à-vis de la presse afin de ne pas provoquer d'inflation du prix des terrains.
Les deux premiers hectares furent achetés le 23 octobre 1964 par la Ayefour Corporation (un jeu de mots sur l'Interstate 4 appelée I-4). En mai 1965, la majorité des transactions de terrains avait été enregistrée à quelques kilomètres au sud-ouest de Orlando dans le comté d'Osceola. Deux grandes parcelles furent achetées 1,5 million de dollars au total, d'autres plus petites de champs et prairies le furent par des sociétés aux noms exotiques tels que la Latin-American Development and Management Corporation ou la Reedy Creek Ranch Corporation. En plus de ces trois énormes parcelles de terrain, il y avait de nombreuses bien plus petites, référencées comme « extérieur ». Beaucoup de terres avaient été découpées en lots de deux hectares en 1912 par la Munger Land Company et vendues aux investisseurs. Dans de nombreux cas, les propriétaires furent contents de vendre ce qui était essentiellement des marais. Mais ensuite un nouveau problème fut celui des droits miniers sur le terrain, propriété du Tufts College (université du Massachusetts). Sans le transfert de ces droits, l'université Tufts aurait pu réclamer la destruction des bâtiments afin d'exploiter ses mines.
Toutes les sociétés fusionnèrent ensuite en Compass East Corporation le 7 décembre 1964. Cette nouvelle société fut elle-même renommée en 1967 Walt Disney World Company.
Avant l'annonce officielle par Walt Disney en 1965 de la création de Walt Disney World, de nombreuses rumeurs indiquaient que la NASA ou Boeing allaient construire une immense usine en banlieue d'Orlando. En octobre 1965, Disney a acheté 27 443 acres (11 106 ha) de terrains pour un prix moyen de 200 USD l'acre

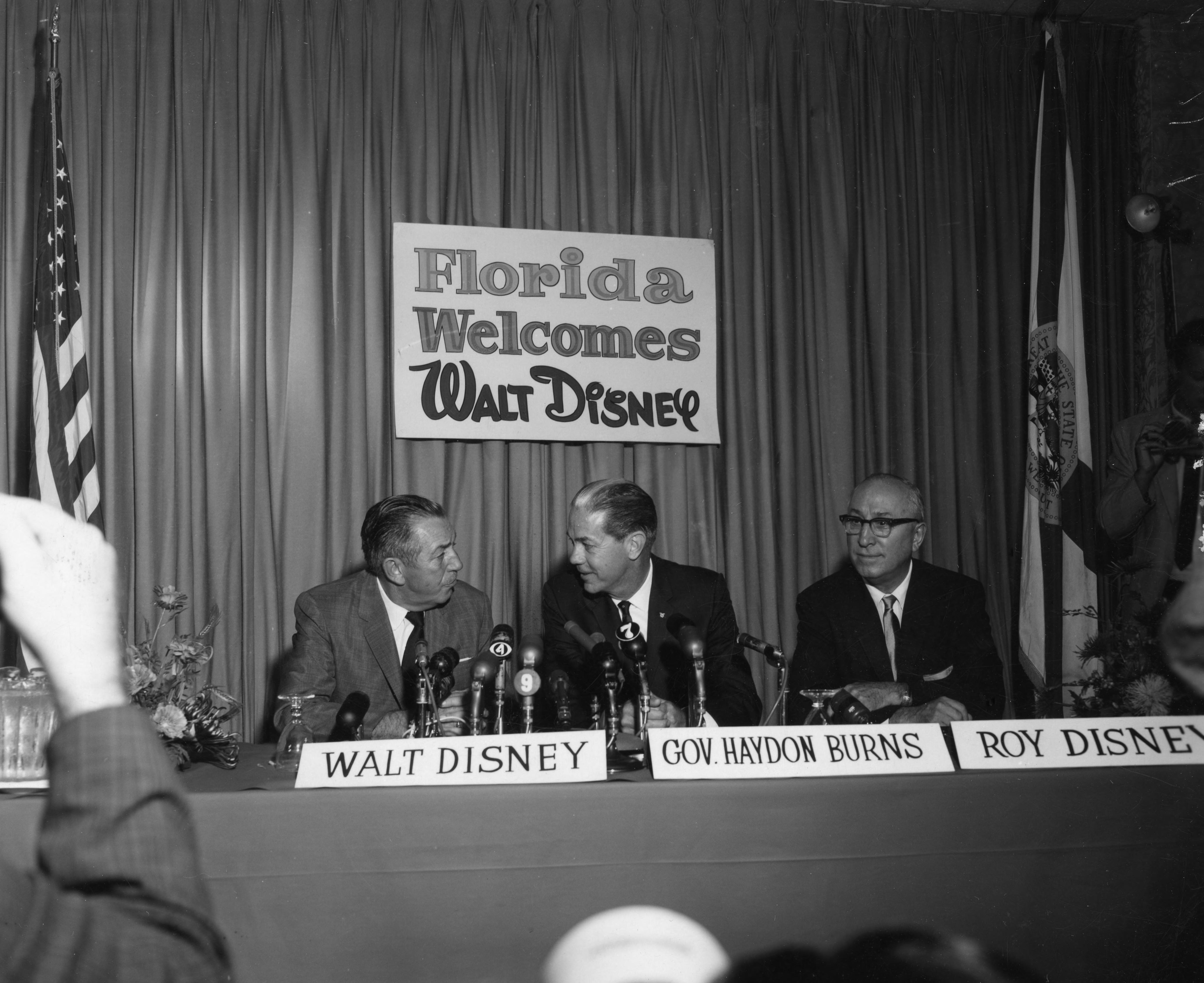
Conférence de presse annonçant le projet de Walt Disney World.

Après que la plupart des terrains furent achetés, un journal local, l'Orlando Sentinel, identifia Walt Disney comme l'acheteur et révèla le secret le 20 octobre 1965. Une conférence de presse est rapidement organisée le 15 novembre 1965. Elle fut présidée par le gouverneur de Floride, Hayden Burns, qui annonça officiellement la construction d'un Disneyland à Orlando. Durant cette conférence, Walt Disney expliqua les plans pour le site, y compris EPCOT (Experimental Prototype Community of Tomorrow), qui était un projet de ville futuriste. Les sommes investies dans l'achat et la construction du complexe ont été converties en actions de la société Walt Disney Productions en 1968-1969 ce qui a permis de réduire la dette de l'entreprise de 90 millions de dollars. Une émission d'actions a permis ensuite de lever 72 millions de dollars ce qui fait dire au magazine Forbes en mai 1971 que l'histoire financière derrière la création est aussi magnifique que le développement lui-même.

#### Les gros travaux
Le Reedy Creek Drainage District fut intégré le 13 mai 1966 dans le chapitre 298 des statuts de l'État de Floride, donnant ainsi des pouvoirs à la Walt Disney World Company en matière de drainage sur son terrain. Afin de créer cet organisme, seul l'accord des propriétaires terriens est requis en Floride, alors qu'en France, il s'agirait d'un établissement public d'équipement ou d'aménagement.
Le 2 février 1967, Roy Disney tient une conférence à Winter Park en Floride. Le rôle d'EPCOT fut présenté dans un film, le dernier enregistré par Walt Disney. Après le film, il fut expliqué que pour que Walt Disney World réussisse, un organisme spécial devait être formé, le Reedy Creek Improvement District qui s'occuperait de deux villes, la ville de Bay Lake et celle de Reedy Creek (maintenant Lake Buena Vista). En plus des pouvoirs habituels des villes, qui comprend l'émission d'emprunts exempts d'impôt, cet organisme d'aménagement ne devrait pas être soumis aux lois communales et fédérales actuelles ou futures sur l'utilisation des terrains à l'exception des taxes de propriété et des inspections d'ascenseurs.
Les lois formant l'organisme et les deux villes furent signées le 12 mai 1967. La cour suprême de Floride confirma par décret en 1968 que l'organisme était autorisé à émettre des emprunts exempts d'impôts pour des projets « publics », bien que le seul bénéficiaire en soit, finalement, la Walt Disney Company.
La construction des canaux de drainage fut rapidement commencée par l'établissement d'aménagement, et Disney construisit les premières routes et le Magic Kingdom. Un important système de surveillance de la propriété fut aussi installé pour prévenir les incendies, stabiliser le niveau des eaux, etc. Plus de 300 points auraient été disséminés.
En 1970, le district émet un code d'urbanisme spécial nommé EPCOT Building Code permettant de construire des bâtiments sur le domaine avec la plupart des règles d'urbanismes fédérales mais aussi des dérogations spéciales autorisant les châteaux et autres édifices peu courants dans d'autres lieux que les parcs à thèmes.
Le 10 janvier 1970, le Walt Disney World Preview Center ouvre ses portes afin de présenter le projet, et resta ouvert jusqu'au 30 septembre 1971, veille de l'ouverture du premier parc.

#### Une logistique à créer
Parallèlement à la création d'infrastructure assez lourde (Voir Ci-dessus), Disney a dû établir plusieurs sociétés, les réseaux et les locaux associés car la zone ne contenait strictement rien. Disney construisit une centrale énergétique, une station de traitement des eaux, des ateliers, des usines, une centrale de nourriture, plusieurs services pour les costumes sans compter les lignes électriques, téléphoniques, les canalisations d'eau dont l'irrigation des golfs. On peut aussi citer les besoins en air conditionné, en eau chaude ou la surveillance anti-incendie.
La centrale énergétique construite et située sur la propriété, produit de l'eau chaude et de l'air comprimé grâce à la grande chaleur des turbines des générateurs. L'eau chaude est utilisée à son tour pour le chauffage des bâtiments, l'usage domestique et les générateurs d'air conditionné. Un ingénieux système de surveillance permet de détecter toutes anomalie dans le système de distribution. Elle permet aussi d'approvisionner partiellement le complexe en électricité et d'avoir si nécessaire une source d'énergie de secours en cas de catastrophe.
Disney construisit derrière le Magic Kingdom, dans la Central Shop North, les ateliers et usines nécessaires aux besoins du complexe. Ainsi une usine peut produire depuis les panneaux signalétiques jusqu'aux véhicules des attractions en passant par les poubelles et les ornements métalliques ou en bois. Des ateliers de plomberie, d'électricité ou de réparations en tous genres durent être construits. Mais il fallait des ouvriers. Le plus dur fut de faire déménager les futurs employés avec les qualifications nécessaires. Pour le téléphone Disney créa la Vista United Telecommunication.
Disney construisit aussi la Central Shop South pour les articles pouvant être vendus ou mangés. Une immense centrale de restauration reçoit de nombreuses denrées alimentaires directement depuis les producteurs comme le ferait un centre commercial puis les répartit dans les restaurants et bars du complexe. Afin de ne pas trop dépendre des sous-traitants, Disney produit lui-même (avec l'aide de la Canteen Corp) sa propre pâtisserie-boulangerie, une boucherie-charcuterie, une cuisine pour les soupes, les sauces, les pizzas, les sandwiches et les salades. Le tout avec les services de contrôle associés obligatoires.
Pour les besoins des employés costumés, une immense garde-robe et les ateliers de confection et de réparation de vêtements ont été construits avec un énorme pressing. Chaque hôtel possède son atelier de "couture" et un pressing utilisable aussi pour les besoins de la clientèle. Les robots des attractions sont pour certains costumés, leurs vêtements sont aussi entretenus par le service des costumes. D'autres objets peuvent aussi être confectionnés dans le complexe comme certains articles de souvenirs, mais depuis quelques années c'est plutôt en Chine que Disney les fait faire.
Le Disney's Contemporary Resort, le Disney's Polynesian Resort et le Disney's Fort Wilderness Resort and Campground furent aussi construits afin d'ouvrir en même temps que le parc à thème le 1er octobre 1971.
Côté publicité, l'ensemble de la société est mise à contribution et la presse réalise plusieurs dossiers.

### La phaseI1971-1979: le Magic Kingdom
Durant la phase I, les travaux sont colossaux entre le système de drainage pour assécher les zones marécageuses, le lagon artificiel Seven Seas Lagoon, le monorail et deux hôtels. Dave Smith évoque en 1998 une somme pour le projet de 400 millions de dollars mais grâce aux qualités de Roy Oliver Disney, la société ne présente aucune dette importante.
En 1971, le parc Magic Kingdom ouvre ses portes le 1er octobre. Durant la cérémonie d'ouverture, Roy Disney demanda à la veuve de Walt, Lillian, ce qu'elle pensait de Walt Disney World. Elle répondit, « Je pense que Walt aurait approuvé. »
Le complexe s'ouvre avec un parking, deux hôtels le Disney's Contemporary Resort et le Disney's Polynesian Resort ; le tout relié par un monorail. Le parking est relié à l'U.S. Route 192 par une longue autoroute privée, la World Drive. De plus, un camping géant est agencé dans la forêt au nord-est du site, c'est le Disney's Fort Wilderness Resort and Campground. Trois golfs complètent l'ensemble.
Les transports sont un des éléments clefs du projet. Walt Disney a toujours voulu résoudre les problèmes de la société contemporaine (Cf Epcot). À l'image de Disneyland, le parc contient de nombreuses attractions où les visiteurs se déplacent mais l'extérieur compte aussi plusieurs moyens de transports. Depuis le parking où les visiteurs « abandonnent » leurs véhicules, des trains sur roues les amènent à un centre de transport. De là, ils peuvent embarquer dans l'un des monorails ou prendre un ferry pour traverser le Seven Seas Lagoon. Il y a quelques années, en raison de l'accroissement des transports au sein du domaine, une gare de bus fut construite juste à l'entrée du Magic Kingdom afin de réduire l'engorgement du monorail et des ferries. Il semble que Walt Disney n'en aurait pas voulu mais personne n'avait imaginé le domaine actuel.
Le drainage du Seven Seas Lagoon permit de surélever le Magic Kingdom mais aussi grâce au sable pur découvert sous la boue, de faire des plages de sable blanc pour les hôtels.
En 1972, le Disney Village Resort ouvre ses portes au milieu d'un golf, le Lake Buena Vista Golf Course. Il est constitué de maisons forestières et de villas de vacances.
En 1973, le Disney's Golf Resort ouvre entre deux parcours de golfs, le Magnolia Golf Course et le Palm Golf Course. Il fut plus tard renommé The Disney Inn, puis Shades of Green. C'est actuellement une résidence pour l'armée. Un troisième parcours fut ajouté : le Oak Trail Golf Course (9 trous)
En 1974, le domaine accueille sa première attraction en dehors des parcs, le parc zoologique miniature de Discovery Island, placé sur une île de Bay Lake, juste au nord du camping.
En 1975 le Disney Village Resort s'agrandit et accueille les Fairway Villas.
En 1975, le parc a déjà accueilli plus de 50 millions de visiteurs.
Le 15 janvier 1975, le Magic Kingdom accueille une attraction spécialement conçue pour lui, le désormais célèbre Space Mountain.
Le 22 mars 1975 le Disney Village MarketPlace ouvre près de l'I-4, et deviendra plus tard une partie de Downtown Disney.
Le 14 juillet 1975 Disney annonce la construction d'EPCOT Center.
Le 20 juin 1976 le parc aquatique de Disney's River Country ouvre ses portes sur les rives de Bay Lake près du camping et face à Discovery Island.

### La phaseII1979-1989: EPCOT Center

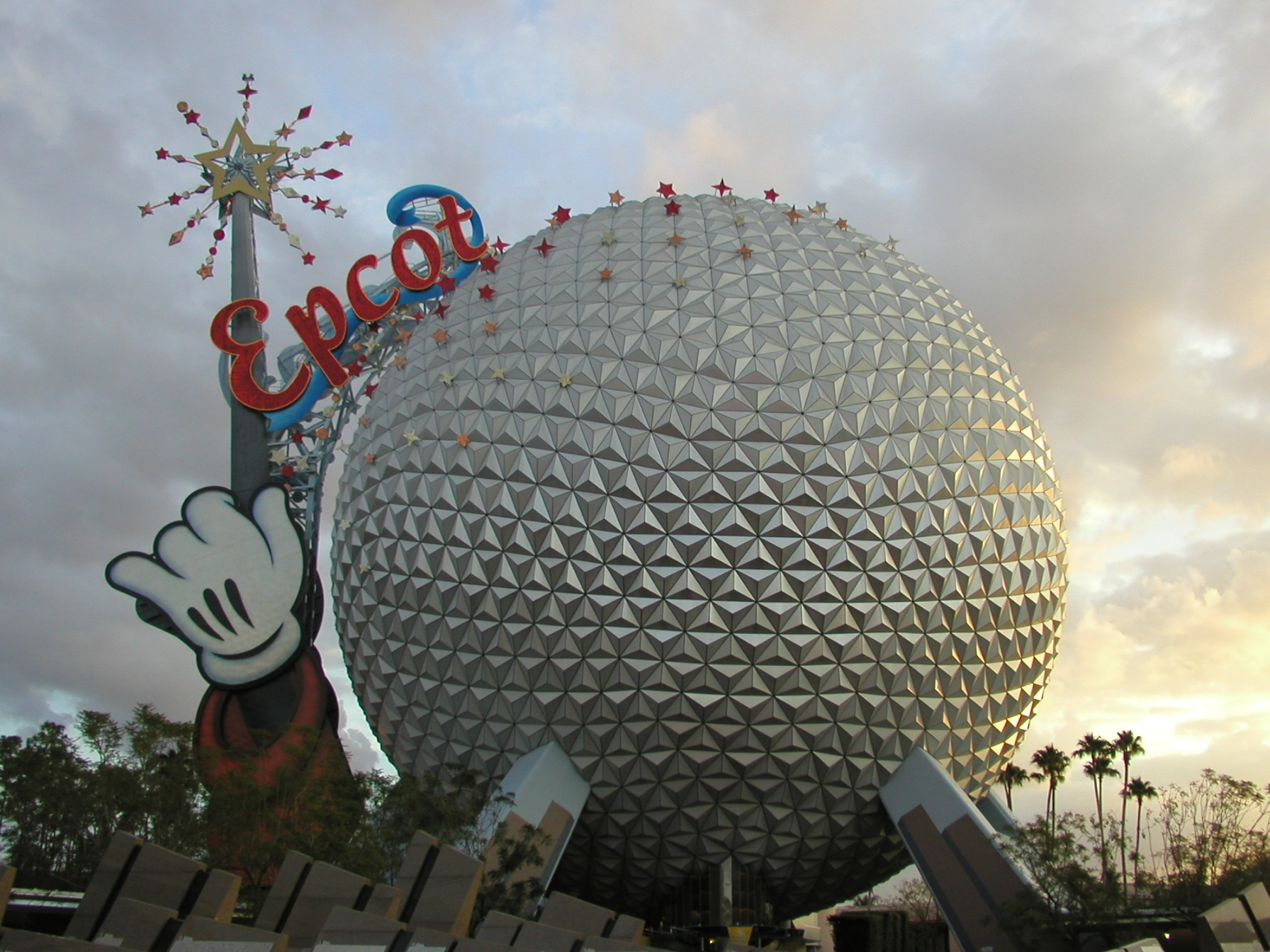
SpaceShip Earth le symbole du parc EPCOT

Le 1er octobre 1979, les travaux de EPCOT Center commencent.
En 1980 le domaine accueille son premier centre de congrès, le Walt Disney World Conference Center. De plus Disney's Village Resort s'agrandit à nouveau avec les Clubs Lake Villas.
En 1982, aussi le 1er octobre, EPCOT Center ouvre ses portes au cœur du complexe sur 104 ha et ajoute un parking et un monorail à l'ensemble. Une seconde voie rapide permet de relier la I-4 et la World Drive : l'Epcot Center Drive.

### La phaseIII1989-1997: Disney-MGM Studios
L'année 1989 est chargée pour Walt Disney World, les projets lancés par Michael Eisner après sa nomination à la tête de la Walt Disney Company en 1984, arrivent à leur terme.
Le 1er mai 1989, un troisième parc ouvre juste au sud d'EPCOT Center le long de la World Drive, sur le thème du cinéma, Disney-MGM Studios. Cette ouverture permet à Disney de contrer Universal qui venait d'annoncer l'ouverture pour 1990 de Universal Studios Florida, situé un peu plus près d'Orlando (10 km), le long de I-4.
Le même jour, Pleasure Island ouvre à côté de MarketPlace dans ce qui deviendra Downtown Disney afin de contrer l'essor des attractions nocturnes du centre-ville d'Orlando tel que Church Street Station.
Disney's Typhoon Lagoon, un parc aquatique ouvre aussi en 1989, afin d'allonger encore un peu la durée des séjours.
À la même époque, l'ouverture de plusieurs hôtels lance une grande vague de construction d'hôtels sur le site et de nouveautés dans le complexe.
- Le Disney's Grand Floridian Beach Resort, œuvre de Walt Disney Imagineering, ouvre le 28 juin 1988 ;
- L'immense Disney's Caribbean Beach Resort ouvre le 1er octobre 1988 avec plus de 2 000 chambres ;
- Les hôtels jumeaux Disney's Yacht & Beach Club Resort (œuvre de Robert A.M. Stern), le 5 novembre 1990.

D'autres hôtels suivront à intervalles réguliers.
En 1991 le Bonnet Creek Golf Club ouvre avec deux parcours de golf.
En 1992 à proximité du Disney Village Resort ouvre le premier Disney Vacation Club, le Disney's Old Key West Resort sous la forme de petites maisons.
En 1994, la première des trois tranches du Disney's All-Star Resort ouvre ses portes. De plus Disney's Wilderness Lodge Resort est le premier hôtel depuis 1971 à être construit sur les rives de Bay Lake. C'est un hôtel inspiré des retraites dans les Rocheuses, qui a un grand succès.
En 1995, la seconde des trois tranches du Disney's All-Star Resort ouvre ses portes.
Le 1er avril 1995 le parc aquatique Disney's Blizzard Beach ouvre ses portes.
Le 20 juin 1995, Michael Eisner annonce la construction du nouveau parc et le lancement d'une nouvelle phase.
En juillet 1995, le Disney's Grand Floridian Beach Resort voit s'ouvrir sur un îlot (artificiel) un pavillon d'un blanc pur destiné entièrement aux mariages, le Disney's Fairy Tale Wedding Pavilion dans un style architectural victorien.
Le 26 janvier 1996, la piste de course Walt Disney World Speedway est inaugurée par une course d'Indy Car 200.
En 1996, une partie du Disney Village Resort est transformée en un complexe d'instruction dirigée, le Disney Institute. Ce concept est inspiré de certaines congrégations religieuses ou sectes. Le principe voulu par Michael Eisner était que les visiteurs se développent personnellement grâce à Disney. Ils pouvaient ainsi lors de leurs séjours apprendre à améliorer leurs techniques au golf, s'initier à l'art culinaire ou au dessin, avec des spécialistes Disney. Le Disney Institute ne fonctionna pas vraiment et fut fermé.

La même année un hôtel tout en un ouvre face aux Disney's Yacht & Beach Club Resort, le Disney's BoardWalk Resort. Cet hôtel comprend une aile Disney Vacation Club et une autre normale, un centre de congrès, une zone de loisirs aquatiques et une zone commerciale Disney's BoardWalk agencée le long d'une promenade balnéaire (dont l'hôtel tire son nom).

### La phaseIV1997-2008: Disney's Animal Kingdom
En mars 1997, un complexe destiné au sport, plutôt orienté professionnel, ouvre au sud du complexe, le Disney's Wide World of Sports.
Le 15 septembre 1997, Downtown Disney West Side ouvre dans le prolongement de Pleasure Island et Marketplace, englobe le AMC Theater (cinéma construit en 1989 et agrandi en 1996) et le Planet Hollywood (construit en 1994).
Le 8 janvier 1998, le premier McDonald's d'un complexe Disney, ouvre à Downtown Disney Marketplace.
Le 22 avril 1998, le quatrième parc Disney's Animal Kingdom ouvre à l'extrême ouest de la propriété le long de l'U.S. Route 192. C'est le plus grand parc à thème construit sur 200 hectares avec une reproduction d'un safari africain avec de vrais animaux dans un décor recréé en partie grâce à l'acclimatation de plantes. Ce parc est aussi créé pour rivaliser avec le succès de Busch Gardens Tampa à une centaine de kilomètres d'Orlando le long de I-4 près de Tampa.
Le 24 juin 1998, le complexe accueille son 600 millionième visiteur
En 1999, la dernière tranche du Disney's All-Star Resort ouvre ses portes pour un total de 5 760 chambres et Disney annonce le début de la construction du Disney's Pop Century Resort.
Le 1er septembre 2001 le parc Disney's River Country ferme ses portes.
En 2003, la société Hess reprend le contrat des deux stations services du complexe et profite de ce mécénat pour agrandir le Disney's Wide World of Sports. De plus le concept inauguré avec les Disney's All-Star Resort est repris pour le Disney's Pop Century Resort. La première tranche de 2 048 chambres ouvre à l'automne. Le 12 mai 2003, la Walt Disney Company obtient du Congrès des États-Unis que les domaines de Disneyland et Disney World soient des zones d'exclusion aérienne sans en avoir fait une demande officielle.
En 2004, Disney décide de transformer l'ancien Disney Institute en un immense Disney Vacation Club : Disney's Saratoga Springs Resort, la première tranche ouvre le 17 mai.
Le 5 mai 2005 un service de bus direct avec l'aéroport international d'Orlando est lancé, nommé Disney's Magical  Express, projet annoncé le 24 décembre 2004.
En 2006, l'attraction Expedition Everest ouvre à Disney's Animal Kingdom, c'est le plus grand circuit de montagnes russes construit par Walt Disney Imagineering.
Le 12 octobre 2006, Disney a annoncé la construction d'un Disney Vacation Club, nommé Disney's Animal Kingdom Villas à côté de l'hôtel Disney's Animal Kingdom Lodge avec une ouverture prévue pour l'automne 2007.

### 2008 à 2019: nombreuses améliorations
Le 25 août 2008, Disney vend 1,2 km2 de terrain à Four Seasons pour la construction d'une résidence hôtelière comprenant un golf, l'ancien Eagle Pines fermé depuis mars 2008. Le 16 septembre 2008, Disney World annonce l'ouverture prochaine de deux nouveaux DVC : la Bay Lake Tower au Disney's Contemporary Resort et les Treehouse Villas au Disney's Saratoga Springs Resort. Le 18 décembre 2008, Disney annonce l'ouverture d'une attraction American Idol aux Disney's Hollywood Studios en février 2009
Le 21 juin 2009, Disney annonce l'extension du service de réservation des restaurants du complexe déjà présent de manière téléphonique, avec une version par internet. Le 5 juillet 2009, une collision entre le train rose (pink) et le train mauve (purple) du Walt Disney World Monorail a provoqué la mort du jeune chauffeur âgé de 21 ans, premier accident fatal pour ce moyen de transport en exercice depuis 38 ans. Le 2 octobre 2009, Walt Disney World Resort offre une parcelle de 50 acres (202 343 m2) pour construire la gare du futur TGV floridien, Florida High Speed Rail. Le 5 novembre 2009, Disney annonce que le Disney's Wide World of Sports Complex sera renommé ESPN Wide World of Sports Complex le 25 février 2010. Le 16 novembre 2009, Disney lance avec Verizon un service d'aide aux visiteurs dans les parcs de Floride.
Le 23 mars 2010, un bus du Disney Transport percute l'arrière d'un car privé et provoque 8 blessés parmi ses passagers. Le 23 juin 2010, Disney lance un programme de demeure de luxe dans Walt Disney World Resort, Golden Oak qui remplace le Eagle Pine. Le programme s'étend sur 980 acres (3,97 km2) et proposera des maisons entre 1,5 et 8 millions de dollars. Le 4 août 2010, Walt Disney World Resort annonce l'ouverture le 27 août d'un centre pour animaux de 50 000 pieds carrés (4 645 m2) géré par Best Friends Pet Resort au sein du complexe. Situé à proximité du Disney's Port Orleans Resort, il peut accueillir 270 chiens, 30 chats, des oiseaux et des rongeurs. Le chenil ouvre le 1er septembre. Le 20 septembre 2010, Sprint débute la couverture en WiMAX de la zone d'Orlando et de Walt Disney World Resort. Le 29 septembre 2010, Hilton rachète pour 127,2 millions de dollars, l'hôtel Hilton de Walt Disney World Resort à Tishman, comprenant 814 chambres et un centre de congrès de 74 000 pieds carrés (6 875 m2).
Le 29 juillet 2011, Disney et Chiquita annoncent un partenariat promotionnel dans les parcs de Walt Disney World Resort et les navires de Disney Cruise Line, par sponsorisation d'attractions (Crush ‘n’ Gusher” à Disney's Typhoon Lagoon et Living with the Land) et vente des produits Chiquita. Le 24 août 2011, Disney annonce faire gérer les cinq golfs du Walt Disney World Resort à un partenaire privé, le groupe d'Arnold Palmer. Le 13 septembre 2011, Four Seasons Hotel annonce un projet hôtelier de luxe de 360 millions de dollars à proximité du Magic Kingdom devant ouvrir en 2014.
Le 19 juin 2012, la Jacksonville Port Authority annonce que le Walt Disney World Resort utilise désormais principalement le port de Jacksonville (Floride) construit en 2009 par le japonais Mitsui au lieu de Savannah (Géorgie) pour réceptionner les marchandises destinées à ses parcs de Floride, 25 % passant toujours par Savannah. Le 9 novembre 2012, Walt Disney World Resort annonce l'ouverture de deux cafés Starbucks, l'un au Magic Kingdom et l'autre à Epcot
Le 7 janvier 2013, Walt Disney World Resort lance un nouveau système de gestion des visiteurs nommé MyMagic+ comprenant plusieurs nouveautés donc le MagicBands un bracelet doté d'une puce RFID pour remplacer les billets d'entrée et FastPass. Le 9 janvier 2013, Disney annonce que George Kalogridis échange son poste de président du Disneyland Resort pour celui de président du Walt Disney World Resort. Le 17 décembre 2013, Disney annonce passer à la phase des tests grandeur nature pour le projet de bracelet MyMagic+ estimé à un milliard de dollars.
Le 20 février 2014, la société Harvest Power annonce avoir obtenu un contrat du Reedy Creek Improvement District pour construire une usine de méthanisation et produire de l'électricité à partir des déchets alimentaires du site de Disney World. En mars 2014, Disney pose la première pierre d'une quatrième blanchisserie, prévue pour 300 employés au printemps 2015 à proximité de l'ESPN Wide World of Sports. Le 18 juillet 2014, la direction de Walt Disney World Resort et six syndicats sont parvenus à un accord salarial valable jusqu'en 2020 dont l'un des points forts est l'augmentation du salaire horaire à 9 USD dès 2014, puis 9,5 USD en 2015 et 10 USD en 2016. Le 8 octobre 2014, Marriott annonce construire à partir du 16 octobre deux hôtels dans une nouvelle zone de développement du Walt Disney World Resort nommée Flamingo Crossing et située à l'ouest du complexe.
Le 4 mars 2015, Disney World annonce vouloir sponsoriser l'équipe de football Orlando City Soccer Club,. Le 5 mars 2015, Disney annonce l'agrandissement pour 2016 des attractions Soarin' à Epcot et Toy Story Midway Mania à Disney's Hollywood Studios,. Le 12 mars 2015, Robert Iger annonce le renommage futur du parc Disney's Hollywood Studios à Walt Disney World Resort ainsi que la construction de plusieurs attractions,,. Le 25 mars 2015, Disney décide de changer de sous-traitant pour son service Disney Magical Express reliant l'Aéroport international d'Orlando au complexe de Disney World, licenciant indirectement 204 personnes.
Le 19 mai 2015, Disney interdit les perches à selfie dans ses attractions pour des raisons de sécurité à la suite d'un incident dans Big Thunder Mountain,,. Le 15 août 2015, Alan Horn, le patron des studios Disney, annonce la création d'une zone de 5,6 hectares consacrée à l'univers Star Wars au sein du parc Disney Hollywood Studios. Une zone similaire sera aussi construite en Californie dans Disneyland. Le 12 mai 2015, Disney World poursuit la transformation de Downtown Disney en Disney Springs, avec la nouvelle phase du Town Center comprenant des boutiques internationales dans une architecture industrielle des années 1900 et un parking de 2 000 places. Le 27 mai 2015, Duke Energy annonce la construction d'une centrale électrique solaire à Disney World,,. Le 16 juin 2015, Disney World annonce la destruction du speedway pour agrandir le parking du Magic Kingdom. Le 19 juin 2015, Disney dévoile les plans d'une extension du Disney's Wilderness Lodge comprenant 26 bungalows en bordure du rivage, semblables à celles sur pilotis du Disney's Polynesian Resort. Le 25 septembre 2015, un troisième hôtel de la marque Hampton Inn est prévu dans le projet Flamingo Crossings à la suite de la vente d'un terrain par Disney pour 4,25 millions d'USD. Le 29 septembre 2015, une cérémonie est organisée pour officialiser le changement de nom du Downtown Disney en Disney Springs,,. Le 4 octobre 2015, Disney World change sa politique de billets saisonnier et annuel avec des prix plus importants dans les périodes d'affluence et en profites pour augmenter ses tarifs,,. Le 13 octobre 2015, Disney World révise à la hausse sa demande de compensation pour son développement sur 30 ans à 575 acres au lieu de 350,. Le 30 octobre 2015, le Magic d'Orlando et Disney World prolongent leur partenariat en faveur du sport local,
Le 14 juin 2016, un petit garçon âgé de deux ans meurt de noyade après avoir été happé par un alligator, alors qu'il jouait sur les rives du Seven Seas Lagoon,. 29 juin 2016, à la suite du décès d'un petit garçon happé par un crocodile, Disney World retire les références à l'animal comme les topiaires ou la présence de Tic Tac (Tick Tock Croc) de Peter Pan et Louie (Disney) de La Princesse et la Grenouille dans les parades et spectacles,. Le 6 juillet 2016, Disney au travers de sa filiale de développement Flamingo Crossings a vendu 8 acres (32 375 m2) de terrain à un groupe hôtelier local à l'ouest du complexe pour 8,05 millions d'USD.
Le 27 novembre 2016, le journal Orlando Sentinel annonce que le Reedy Creek Improvement District prévoit de dépenser plusieurs millions de dollars pour améliorer les transports de Disney World. Parmi les projets évoqués, il y a 350 millions d'USD de projets qui doivent s'achever en 2018 comme un pont à proximité du parking du Magic Kingdom pour séparer le trafic des visiteurs de celui des résidents des hôtels, une prolongation de la Western Way mais aussi une réduction des intersections dangereuses et des travaux préliminaires en raison des agrandissements de Disney's Animal Kingdom (Pandora: The World of Avatar) et Disney's Hollywood Studios (Toy Story Land et Star Wars Land). À cela s'ajoute 80 millions supplémentaires pour un troisième parking silo à Disney Springs prévu à l'été 2019, sachant que les deux premiers parkings ouverte en 2016 ont coûté 365 millions d'USD. Le 16 décembre 2016, le département des transports de Floride annonce qu'il va démolir la zone commerciale Crossroads at Lake Buena Vista autrefois développée par Disney à l'est du Disney Springs pour reconfigurer l'échangeur autoroutier.
Le 15 février 2017, le Reedy Creek Improvement District dépose des permis de construire qui évoquent la construction d'un système de transport par câble (de type téléphérique) à l'horizon 2020 pour desservir les zones d'Epcot, Disney's BoardWalk et Disney's Hollywood Studios,. Le 16 février 2017, Disney World annonce des agrandissements des hôtels Disney's Coronado Springs Resort avec une tour de 15 étages de 500 chambres et Disney's Caribbean Beach Resort avec un nouveau centre d'accueil,. Le 23 février 2017, Disney World lance le MagicBand 2 couplé à l'application My Disney Experience. Le 26 mars 2017, Walt Disney Parks and Resorts annonce le lancement d'un service de commande en ligne pour restaurant dans son application mobile My Disney Experience qui sera disponible à l'ouverture de la zone Pandora: The World of Avatar le 27 mai. Le 4 avril 2017, la chaîne locale WFTV indique que le système de téléphérique de Disney World pourrait accueillir entre 20 et 40 personnes par cabine dès 2019,. Le 18 avril 2017, un sondage auprès des fans de Disney présente des esquisses d'un hôtel thématisé Star Wars pour Disney World,. Le 17 avril 2017, Disney World pourrait accueillir son propre service de transport. Le 28 avril 2017, selon le Los Angeles Times le service de transport de Disney World pourrait être un service sans chauffeur. Le 18 mai 2017, Disney World annonce étendre son service de commande pour restaurant à d'autres établissement du parc Disney's Animal Kingdom, quelques jours avant l'ouverture du premier restaurant dans Pandora: The World of Avatar le 27 mai.
Le 22 juin 2017, Disney World a obtenu plusieurs permis de construire pour modifier le réseau fluvial autour d'Epcot derrière le pavillon Universe of Energy et pourrait être une attraction basée sur les Gardiens de la Galaxie prévue à l'horizon 2022,. Le 1er juillet 2017, Siemens annonce l'arrêt de son partenariat avec Disney en octobre 2017 laissant les attractions Spaceship Earth et IllumiNations d'Epcot ainsi qu'Innoventions et It's a Small World de Disneyland sans sponsor. Le 5 juillet 2017, Disney World étend la commande en ligne de restaurants au D-Luxe Burger du Disney Springs. Le 30 juillet 2017, Disney World met en place un système d'enregistrement en ligne pour ses hôtels au travers de son application My Disney Experience,. Le 31 juillet 2017, Disney World met en place un système transport à la demande nommé Minnie Van avec Lyft uniquement disponible au Disney's BoardWalk Resort et aux Disney's Yacht & Beach Club Resort,. Le 3 octobre 2017, Disney World étend son service Minnie Van au Disney's Contemporary Resort après une extension au Wilderness Lodge en août et aux Grand Floridian et au Polynesian Village en septembre. Le 12 octobre 2017, Disney World annonce construire 2 600 logements dans le cadre du projet Flamingo Crossings à l'ouest du complexe pour les participants au programme Disney College and International et des employés. Le 13 octobre 2017, Disney World lance une phase pilote pour que ses hôtels accueillent des chiens, quatre établissements sont concernés Disney's Yacht Club Resort, Disney's Port Orleans Resort Riverside, Disney's Art of Animation Resort et le Disney's Fort Wilderness Resort. Le10 décembre 2017, Disney World donne des informations sur son téléphérique nommé Disney Skyliner,. Le 29 décembre 2017, à la suite de la fusillade de Las Vegas, Disney World modifie ses règles en autorisant l'entrée de ses employés malgré la présence des occupants dans la chambre et remplace le panneau "Ne pas déranger" par "Chambre occupée".
Le 22 janvier 2018, Disney World stoppe les versions parlantes des Mickey Mouse initiées en 2011. Le 20 février 2018, le Reedy Creek Improvement District annonce la construction d'une seconde ferme solaire à Disney World, d'une puissance de 50 MW gérée par Duke Energy et située dans la zone nord-ouest du complexe derrière les golfs Magnolia et Palm. Le 23 avril 2018, Walt Disney World Resort annonce la construction d'une seconde centrale électrique solaire de 50 MW gérée par Origis Energy pouvant alimenter deux parcs à thèmes,. Le 31 mai 2018, Disney a déposé les plans d'un hôtel sur le thème de Star Wars prévu au sud du parc Disney's Hollywood Studios. Le 3 juin 2018, Disney World prévoit de passer progressivement jusqu'en 2021 d'un salaire minimum de 10 dollars à 15 dollars de l'heure. Le 3 juillet 2018, à la suite d'un procès pour surévaluation du complexe hôtelier Disney's Yacht & Beach Club Resort par les services fonciers entamé en 2016, Disney reçoit 1,2 million de dollars de trop-perçus,. Le 19 octobre 2018, Disney World prévoit pour 2022 un nouveau hôtel sur le thème de la nature et 900 chambres et villas Disney Vacation Club entre le Wilderness Lodge et le Fort Wilderness, sur les rives du Bay Lake,. Le 18 décembre 2018, Disney World achète pour 23 millions de dollars le « BK Ranch » un terrain de 965 acres (391 ha) au sud de Celebration prévu initialement pour des projets immobiliers mais que Disney devrait rendre à l'état sauvage pour développer les autres zones du complexe,,.
Le 9 janvier 2019, Disney achète pour 11 millions de dollars plusieurs terrains totalisant plus de 1 500 acres (607 ha) au sud de Celebration et limitrophes du BK Ranch acheté en décembre 2018, terrains détenus par les descendants d'Oren Brown décédé en 1993 qui avait refusé de vendre à Disney dans les années 1960,. Le 22 janvier 2019, Disney World commence à prendre les réservations pour l'hôtel Disney's Riviera Resort dont l'ouverture est prévu pour décembre 2019. Le 15 février 2019, Disney prévoit un quatrième hôtel sur la zone de Flamingo Crossings. Le 20 février 2019, la seconde ferme solaire de Disney World, d'une puissance de 50 MW pour une superficie de 270 acres (109,3 ha) entre en service. Le 18 avril 2019, la ferme solaire de 50 mégawatts située le long de la State Road 429 est capable d'alimenter l'équivalent de deux parcs à thèmes du complexe. Le 22 juillet 2019, Disney World reprend les travaux d'un chemin piétonnier reliant l'hôtel Disney's Grand Floridian Resort au Magic Kingdom entamés en juin 1994.
Le 2 septembre 2019, l'ouragan Dorian force la fermeture des parcs de Walt Disney World Resort et la prolongation des croisières de Disney Cruise Line dans les Bahamas,. Le 4 septembre 2019, malgré la proximité de l'ouragan Dorian qui s'éloigne au Nord au niveau de Daytona Beach, Disney World rouvre ses portes et la compagnie verse 1 million d'USD aux sinistrés des Bahamas.

### Depuis 2020: Fermeture à cause de la COVID-19
Le 12 mars 2020, un porte-parole de Disney a annoncé que Disney World et Disneyland Paris fermeraient temporairement leurs portes en raison de la pandémie, à partir du 15 mars 2020.
En 2020, Disney World a licencié 6 500 employés et n'a fonctionné qu'à 25 % de sa capacité après sa réouverture pendant la pandémie de COVID-19.
En juin 2020, Walt Disney World a été choisi pour accueillir la bulle de la NBA pour la reprise des matchs de la saison 2019-20 de la National Basketball Association (NBA) au ESPN Wide World of Sports Complex[32], ainsi que le tournoi MLS is Back, qui s'est également tenu au Sports Complex.
Le 11 juillet 2020, Disney World rouvre officiellement ses portes et commence à fonctionner à 25 % de sa capacité au Magic Kingdom et au Disney's Animal Kingdom, en raison de la pandémie de COVID-19 en Floride. Quatre jours plus tard, Epcot et Disney's Hollywood Studios commencent à fonctionner à 25 % de leur capacité pour le public.Des masques sont exigés en permanence (y compris à l'extérieur, sur les attractions et pour prendre des photos), tous les visiteurs doivent prendre leur température à l'entrée, du plexiglas est installé sur diverses attractions et offres de transport, et les spectacles qui attirent beaucoup de monde, tels que les parades et les spectacles nocturnes comme Fantasmic ! et Happily Ever After, ne sont pas proposés.
En novembre 2020, le centre de villégiature a augmenté la capacité d'accueil à 35 % dans les quatre parcs à thème et, le 13 mai 2021, le PDG Bob Chapek a annoncé une nouvelle augmentation de la capacité, avec effet immédiat ; cependant, il n'a pas précisé à quel niveau de capacité elle serait augmentée. À la mi-juin 2021, les contrôles de température et l'obligation de porter un masque (sauf dans les transports Disney) ont été levés À la fin du mois de juillet 2021, l'obligation de porter un masque a été rétablie pour toutes les attractions et les zones intérieures à la lumière des nouvelles directives émises par les Centres de contrôle des maladies, la variante delta ayant entraîné une augmentation significative du nombre de cas locaux. Ces nouvelles obligations ont été levées en février 2022. En avril 2022, à la suite d'une décision de justice mettant fin à l'obligation fédérale de porter un masque dans les transports publics, les obligations de porter un masque dans les moyens de transport de Disney ont été levées.
À partir du 1er octobre 2021, le centre de villégiature célébrera son 50e anniversaire avec "The World's Most Magical Celebration"
Le Disney's Magical Express, un service gratuit de transport et de bagages offert aux clients de Walt Disney Resort depuis 2005, a pris fin en janvier 2022. En août 2021, la Walt Disney Company a annoncé que FastPass+, qui était gratuit depuis son introduction en 1999, serait retiré et remplacé par Genie+, un système coûtant aux clients 15 dollars par jour avec la possibilité d'ajouter " Lightning Lane ", qui sera utilisé pour les attractions de premier plan, moyennant des frais supplémentaires.
En avril 2022, le Stop WOKE Act, abréviation de « Stop the Wrongs to Our Kids and Employees », s'oppose à la présentation de l'histoire des États-Unis à travers le prisme du racisme. Entré en vigueur le 1er juillet 2022, il bannit du cadre scolaire l'enseignement de la théorie critique de la race, et interdit sa diffusion dans les lieux de travail à travers les formations obligatoires imposées jusque là aux employés par leur direction. Cette loi est critiquée publiquement par plusieurs entreprises américaines, dont la Walt Disney Company et une querelle éclate entre Ron DeSantis, gouverneur de Floride, les républicains de Floride, et la Walt Disney Company. En représailles, le Sénat et l'Assemblée de Floride, contrôlés par les républicains, votent pour abroger le Reedy Creek Improvement Act (en), qui octroyait à la Walt Disney Company un large contrôle sur le Reedy Creek Improvement District, territoire sur lequel est situé le Walt Disney World Resort. Cette abrogation est signée par DeSantis le 27 février 2023.

### Chronologie
| Année | Événement |
| ----- | --- |
| 1965  | Walt Disney annonce le projet Floride |
| 1966  | Walt Disney meurt d'un cancer du poumon à l'âge de 65 ans |
| 1967  | Début de la construction de Walt Disney World Resort |
| 1971  | - Magic Kingdom ouvre avec Main Street, U.S.A., Adventureland, Frontierland, Liberty Square, Tomorrowland et Fantasyland - Palm et Magnolia Golf Courses ouvre - Walt Disney World Airport / Lake Buena Vista Airport ouvres - Disney's Contemporary Resort ouvres - Disney's Polynesian Village Resort ouvres - Disney's Fort Wilderness Resort & Campground ouvres - 20,000 Leagues Under the Sea: Submarine Voyage ouvre à Fantasyland à Magic Kingdom le 14 Octobre . - Roy O. Disney meurt à l'âge de 78 ans . - Flight to the Moon ouvre à Tomorrowland à Magic Kingdom le 24 Decembre. |
| 1972  | - Ouverture de Disney's Village Resort - Ouverture du Lake Buena Vista Golf Course - Les trois premiers hôtels ouvrent leurs portes dans le quartier de l'Hotel Plaza Boulevard, une zone réservée aux hôtels n'appartenant pas à Disney. |
| 1973  | - Ouverture du Golf Resort - L'île Tom Sawyer ouvre ses portes à Frontierland, au Magic Kingdom, le 20 mai. - Pirates des Caraïbes ouvre ses portes dans Adventureland à Magic Kingdom le 15 décembre. |
| 1974  | Ouverture de Discovery Island |
| 1975  | - Space Mountain ouvre ses portes dans Tomorrowland à Magic Kingdom le 15 janvier. - Ouverture du Lake Buena Vista Shopping Village - Flight to the Moon a été rebaptisé Mission to Mars dans Tomorrowland à Magic Kingdom le 7 juin. |
| 1976  | Ouverture de Disney's River Country |
| 1980  | - Ouverture du centre de conférence de Walt Disney World - Mickey Mouse Revue ferme ses portes à Fantasyland, au Magic Kingdom, le 14 septembre. - Big Thunder Mountain Railroad ouvre ses portes à Frontierland, au Magic Kingdom, le 23 septembre. |
| 1982  | - Ouverture du centre EPCOT, comprenant Future World et World Showcase - Le Carnaval de Lumière fait ses débuts dans le lagon du World Showcase à Epcot le 23 octobre. - Le service de monorail vers Epcot est prolongé, Fermeture de l'aéroport Walt Disney World / Lake Buena Vista Airport |
| 1983  | - Journey into Imagination ouvre ses portes dans Future World à Epcot le 5 mars. - Le Carnaval de Lumière donne sa dernière représentation dans le lagon du World Showcase à Epcot. - A New World Fantasy fait ses débuts dans la lagune du World Showcase à Epcot. - Horizons ouvre ses portes dans Future World à Epcot le 1er octobre. |
| 1984  | - A New World Fantasy donne sa dernière représentation à Epcot. - Laserphonic Fantasy fait ses débuts dans le lagon du World Showcase à Epcot le 23 juin. - Le pavillon du Maroc ouvre ses portes dans le World Showcase d'Epcot le 7 septembre. |
| 1986  | - Le Golf Resort est agrandi et rebaptisé The Disney Inn. - The Living Seas ouvre ses portes dans Future World à Epcot le 15 janvier. |
| 1988  | - Laserphonic Fantasy donne sa dernière représentation dans le World Showcase Lagoon d'Epcot le 24 janvier. - IllumiNations fait ses débuts dans le World Showcase Lagoon d'Epcot le 30 janvier. - Le Pavillon de la Norvège ouvre ses portes dans le World Showcase d'Epcot le 3 juin. - Mickey's Birthdayland ouvre à Magic Kingdom le 18 juin. - Ouverture du Disney's Grand Floridian Resort & Spa - Ouverture du Disney's Caribbean Beach Resort |
| 1989  | - Ouverture des Disney-MGM Studios, comprenant Hollywood Boulevard, Echo Lake, Streets of America et Animation Courtyard - Ouverture de Disney's Typhoon Lagoon - Ouverture de Pleasure Island - Ouverture de Wonders of Life dans Future World à Epcot le 19 octobre. |
| 1990  | - Ouverture du Swan à Walt Disney World - Mickey's Birthdayland est rebaptisé Mickey's Starland à Magic Kingdom - Ouverture du Walt Disney World Dolphin - Ouverture du Disney's Yacht Club - Ouverture du Beach Club Resorts |
| 1991  | - Ouverture du Disney's Port Orleans Resort French Quarter - Lancement du Disney Vacation Club - Ouverture du Disney's Old Key West Resort |
| 1992  | - Ouverture du Disney's Port Orleans Resort Riverside (anciennement connu sous le nom de Dixie Landings) - Ouverture du Bonnet Creek Golf Club - Splash Mountain ouvre à Frontierland à Magic Kingdom le 2 octobre. |
| 1993  | Mission to Mars ferme ses portes dans Tomorrowland à Magic Kingdom le 4 octobre. |
| 1994  | - Ouverture du Disney's All-Star Sports Resort - Ouverture du Disney's Wilderness Lodge - Fermeture de CommuniCore dans Future World à Epcot le 30 janvier. - Innoventions ouvre à Future World à Epcot le 1er juillet et se divise en Innoventions Est et Innoventions Ouest. - Sunset Boulevard, qui comprend la Tour de la Terreur de la Twilight Zone, ouvre à Disney's Hollywood Studios le 22 juillet. - 20 000 Leagues Under The Sea : Submarine Voyage ferme dans Fantasyland à Magic Kingdom le 5 septembre. - Le Disney Inn est loué puis racheté par le département de la Défense des États-Unis et est rebaptisé Shades of Green. - Ouverture du Disney's All-Star Music Resort |
| 1995  | - Ouverture de Disney's Blizzard Beach - Ouverture du Disney's Wedding Pavilion - Ouverture du Walt Disney World Speedway - ExtraTERRORestrial Alien Encounter ouvre dans Tomorrowland à Magic Kingdom le 20 juin. - Mickey's Starland est rebaptisé Mickey's Toyland à Magic Kingdom. |
| 1996  | - Le centre EPCOT est rebaptisé Epcot - World of Motion ferme dans Future World à Epcot le 2 janvier. - Universe of Energy ferme ses portes dans Future World à Epcot le 21 janvier. - Ellen's Energy Adventure ouvre dans Future World à Epcot le 15 septembre. - Mickey's Toyland est fermé pour rénovation - Le Disney Institute ouvre ses portes et le Conference Center, ainsi que d'autres bâtiments communs, sont rénovés et absorbés par l'Institut. - Ouverture de Disney's BoardWalk Inn et Villas - Ouverture des Fantasia Gardens - Réouverture de Mickey's Toyland sous le nom de Mickey's Toontown Fair à Magic Kingdom. - Walt Disney World Resort et Magic Kingdom ont célébré leur 25e anniversaire le 1er octobre. |
| 1997  | - Ouverture du Disney's Coronado Springs Resort - Ouverture du Disney's Wide World of Sports Complex - Ouverture de Downtown Disney West Side |
| 1998  | - Ouverture de Disney's Animal Kingdom, comprenant l'Oasis, Safari Village, DinoLand, U.S.A., Camp Minnie-Mickey, Africa et Conversation Station. - *Cependant, Safari Village est renommé Discovery Island et Conversation Station est plus tard renommé Rafaki's Planet Watch à Disney's Animal Kingdom. - Ouverture de DisneyQuest - Mr. Toad's Wild Ride ferme dans Fantasyland à Magic Kingdom le 7 septembre. - Journey into Imagination ferme dans Future World à Epcot le 10 octobre. - Buzz Lightyear's Space Ranger Spin ouvre à Magic Kingdom dans Tomorrowland le 3 novembre. |
| 1999  | - Horizons ferme dans Future World à Epcot le 9 janvier. - Ouverture du Disney's All-Star Movies Resort - Ouverture de Winter Summerland - L'Asie ouvre à Disney's Animal Kingdom le 1er mars. - Ouverture de Test Track dans Future World à Epcot le 17 mars. - Fermeture de Discovery Island - Les nombreuses aventures de Winnie l'Ourson ouvrent dans Fantasyland à Magic Kingdom le 4 juin. - L'ouragan Floyd ferme le parc pour la première fois de son histoire le 15 septembre. - Les célébrations du millénaire de Walt Disney World débutent le 1er octobre à Walt Disney World Resort. - *Le pavillon Journey into Imagination est renommé Imagination ! pavillon qui comprend Journey Into YOUR Imagination, dans Future World à Epcot. - *IllumiNations 2000 : Reflections of Earth (jusqu'à ce qu'il soit renommé IllumiNations : Reflections of Earth) fait ses débuts dans le World Showcase Lagoon à EPCOT. - Le Skyway ferme à Magic Kingdom le 10 novembre. |
| 2000  | Ouverture des Villas au Disney's Wilderness Lodge |
| 2001  | - Ouverture du Disney's Animal Kingdom Lodge - Walt Disney World Millennium Celebration s'est achevée le 1er janvier à Walt Disney World Resort. - The Magic Carpets of Aladdin ouvrent dans Adventureland à Magic Kingdom le 24 mai. - Fermeture de Disney's River Country - Le 11 septembre, une série d'attentats terroristes entraîne la fermeture du complexe pour la deuxième fois, pour des raisons de sécurité nationale. - Journey into YOUR Imagination ferme dans le pavillon Imagination ! à Epcot le 8 octobre. |
| 2002  | - Ouverture du Disney's Beach Club Villas - Shades of Green ferme pour rénovation - Le Voyage dans l'Imaginaire avec Figment ouvre ses portes dans le pavillon Imagination ! à Epcot le 2 juin. |
| 2003  | - Mission : Space ouvre dans Future World à Epcot le 15 août. - Mickey's PhilharMagic ouvre dans Fantasyland à Magic Kingdom le 3 octobre. - Wishes : A Magical Gathering of Disney Dreams fait ses débuts à Magic Kingdom le 9 octobre. - ExtraTERRORestrial Alien Encounter ferme dans Tomorrowland à Magic Kingdom le 12 octobre. - Ouverture du Disney's Pop Century Resort |
| 2004  | - Ouverture du Disney's Saratoga Springs Resort & Spa - Réouverture de Shades of Green après rénovations - L'ouragan Charley entraîne l'évacuation des parcs à thèmes le 13 août, Animal Kingdom restant fermé peu de temps après. - L'ouragan Frances ferme la station pour la troisième fois du 4 au 5 septembre. - L'ouragan Jeanne ferme le parc pour la quatrième fois le 26 septembre. - Stitch's Great Escape ! ouvre à Magic Kingdom le 16 novembre. |
| 2005  | The Living Seas ferme ses portes dans Future World à Epcot le 21 août. |
| 2006  | Expedition Everest : Legend of the Forbidden Mountain ouvrira en Asie à Animal Kingdom le 7 avril. |
| 2007  | - Ouverture des Disney's Animal Kingdom Villas - Wonders of Life ferme dans Future World à Epcot le 1er janvier. - The Seas with Nemo & Friends ouvre dans Future World à Epcot le 4 janvier. - Monsters, Inc. Laugh Floor ouvre dans Tomorrowland à Magic Kingdom le 2 avril. |
| 2008  | - Les Disney-MGM Studios sont rebaptisés Disney's Hollywood Studios - Fermeture de Pleasure Island |
| 2009  | - Ouverture de la Bay Lake Tower au Disney's Contemporary Resort - Ouverture de Treehouse Villas |
| 2011  | - Mickey's Toontown Fair ferme à Magic Kingdom le 11 février. - Ouverture du Golden Oak à Walt Disney World Resort |
| 2012  | - Snow White's Scary Adventures ferme dans Fantasyland à Magic Kingdom le 31 mai. - Ouverture du Disney's Art of Animation Resort - Ouverture de la phase 1 de l'expansion de Fantasyland à Magic Kingdom, incluant Under the Sea : Journey of the Little Mermaid, et divisé en Castle Courtyard, Enchanted Forest et Storybook Circus. |
| 2013  | Ouverture de The Villas at Disney's Grand Floridian Resort & Spa |
| 2014  | - Ouverture de la phase 2 de l'extension de Fantasyland au Magic Kingdom, incluant the Seven Dwarfs Mine Train. Le Camp Minnie-Mickey ferme à Disney's Animal Kingdom le 5 janvier. Le Studio Backlot Tour ferme dans Streets of America à Disney's Hollywood Studios le 27 septembre. |
| 2015  | - Ouverture de Disney's Polynesian Villas & Bungalows - Fermeture du Walt Disney World Speedway - Downtown Disney s'agrandit et prend le nom de Disney Springs. - Innoventions West ferme dans Future World à Epcot le 19 mai. |
| 2016  | - La construction de Disney Springs se termine - Streets of America ferme à Disney's Hollywood Studios le 2 avril. - Muppets Courtyard ouvre à Disney's Hollywood Studios le 3 avril. - Le Livre de la Jungle : Alive with Magic débute à Discovery River Lagoon à Disney's Animal Kingdom le 26 mai jusqu'à sa dernière représentation le 5 septembre. - L'ouragan Matthew ferme le resort pour la cinquième fois le 7 octobre. |
| 2017  | - L'émission britannique Ant & Dec's Saturday Night Takeaway est diffusée en direct du parc avec Ant et Dec comme animateurs. - Rivers of Light fait ses débuts dans Discovery River Lagoon à Disney's Animal Kingdom le 17 février. - Wishes : A Magical Gathering of Disney Dreams est la dernière représentation au Magic Kingdom le 11 mai. - Happily Ever After débute le 12 mai à Magic Kingdom. - Pandora - The World of Avatar ouvre ses portes à Disney's Animal Kingdom le 27 mai. - The Great Movie Ride ferme à Hollywood Boulevard à Disney's Hollywood Studios le 13 août. - Ellen's Energy Adventure ferme dans Future World à Epcot le 13 août. - L'ouragan Irma ferme le complexe pour la sixième fois du 10 au 11 septembre. - Ouverture de Copper Creek Villas & Cabins au Disney's Wilderness Lodge. - La cour des Muppets est rebaptisée Grand Avenue à Disney's Hollywood Studios le 28 septembre. - DisneyQuest ferme définitivement pour la NBA Experience. |
| 2018  | - Stitch's Great Escape ! ferme à Tomorrowland au Magic Kingdom le 6 janvier. - Toy Story Land ouvrira ses portes à Disney's Hollywood Studios le 30 juin. |
| 2019  | - Le pavillon The Seas with Nemo & Friends est renommé The Seas Pavilion dans Future World à Epcot, puisque l'attraction faisait partie du Seas Pavilion. - Rivers of Light est renommé Rivers of Light : We Are One à Discovery River Lagoon à Disney's Animal Kingdom le 24 mai. - La Tour Gran Destino ouvre à Disney's Coronado Spring Resort le 9 juillet. - La NBA Experience ouvre ses portes à Disney Springs le 12 août. - Star Wars : Galaxy's Edge ouvre ses portes à Disney's Hollywood Studios le 29 août. - L'ouragan Dorian entraîne l'évacuation des parcs à thème du complexe le 3 septembre. - Innoventions East ferme dans Future World à Epcot le 7 septembre. - Le Disney Skyliner ouvre ses portes le 29 septembre. - IllumiNations : Reflections of Earth se produit pour la dernière fois dans le World Showcase Lagoon le 30 septembre, à EPCOT. - Epcot Forever fait ses débuts en tant que spectacle nocturne intérimaire dans le World Showcase Lagoon le 1er octobre, à EPCOT. - L'EPCOT Experience Center ouvre ses portes dans le pavillon Odyssey à EPCOT le 1er octobre. - Star Wars : Rise of the Resistance ouvre dans Star Wars : Galaxy's Edge à Disney's Hollywood Studios le 5 décembre, avec un système de file d'attente virtuelle. - Disney's Riviera Resort, un nouveau centre de villégiature du Disney Vacation Club, ouvre ses portes le 16 décembre. |
| 2020  | - Mickey & Minnie's Runaway Railway ouvre sur Hollywood Boulevard aux Disney's Hollywood Studios le 4 mars. - La pandémie de COVID-19 et les mandats gouvernementaux qui en découlent entraînent la fermeture du complexe à partir du 15 mars. - Le Magic Kingdom et le Disney's Animal Kingdom rouvrent au public le 11 juillet. - Les Disney's Hollywood Studios et EPCOT rouvrent au public le 15 juillet. - L'ESPN Wide World of Sports Complex accueille la NBA Bubble du 22 juillet au 11 octobre. |
| 2021  | - Epcot Forever donne sa dernière représentation dans le World Showcase Lagoon à Epcot le 28 septembre. - Happily Ever After se produit pour la dernière fois à Magic Kingdom le 29 septembre. - Walt Disney World Resort et Magic Kingdom ont célébré leur 50e anniversaire le 1er octobre, sous le nom de Walt Disney World : The World's Most Magical Celebration. - *L'Aventure Ratatouille de Remy ouvre ses portes au Pavillon France d'Epcot. - *Disney Enchantment fait ses débuts au Magic Kingdom. - *Future World ferme définitivement et se divise en World Celebration, World Discovery et World Nature, ainsi que le réaménagement de World Showcase à EPCOT. - *Harmonious fait ses débuts dans le lagon du World Showcase à Epcot. - *Disney KiteTails fait ses débuts dans le Discovery River Lagoon à Disney's Animal Kingdom |
| 2022  | - Star Wars : Galactic Starcruiser ouvre pour sa première croisière le 1er mars. - L'EPCOT Experience Center fermera ses portes dans le pavillon Odyssey d'EPCOT le 14 mars. - Le pavillon Wonders of Xandar, qui comprend Guardians of the Galaxy : Cosmic Rewind, ouvrira le 27 mai. - Les panneaux de signalisation violets d'origine ont été abandonnés au profit des nouveaux panneaux bleus et jaunes. - Disney KiteTails donne son dernier spectacle dans le Discovery River Lagoon à Disney's Animal Kingdom le 27 septembre. - L'ouragan Ian ferme le complexe pour la septième fois du 28 au 29 septembre. - L'ouragan Nicole ferme le complexe pour la huitième fois les 9 et 10 novembre. |
| 2023  | - Splash Mountain ferme à Frontierland au Magic Kingdom le 23 janvier. - Walt Disney World : The World's Most Magical Celebration a pris fin le 31 mars à Walt Disney World Resort. - Disney Enchantment donne sa dernière représentation à Magic Kingdom le 2 avril. - Harmonious donne sa dernière représentation au World Showcase Lagoon à EPCOT le 2 avril. - Happily Ever After revient à Magic Kingdom le 3 avril. - Epcot Forever revient à World Showcase Lagoon à EPCOT le 3 avril. - TRON Lightcycle / Run ouvre dans Tomorrowland à Magic Kingdom le 4 avril. |

### Les fermetures
- La première fermeture des parcs eut lieu pendant l'Ouragan Floyd en 1999, qui provoque des évacuations dans toute la région.
- Le complexe entier de Walt Disney World Resort ferma le 11 septembre 2001 et rouvrit le lendemain. Les hôtels étaient restés ouverts mais le reste du domaine de loisirs fut fermé afin d'éviter que les visiteurs soient la cible d'une attaque terroriste supplémentaire.
- Les ouragans Charley, Frances et Jeanne passèrent dans la région durant l'été 2004, provoquant deux nouvelles fermetures. De même en 2005, plusieurs ouragans firent fermer l'ensemble du complexe.
- Le 7 octobre 2016, l'ouragan Matthew provoque une nouvelle fermeture du complexe[132].
- Le 8 septembre 2017, l'ouragan Irma force la fermeture du complexe et l'évacuation du camping Disney's Fort Wilderness Resort[133],[134],[135].
- En raison de la pandémie de COVID-19, les 4 parcs à thèmes, les parcs aquatiques et Disney Springs ferment le 16 mars 2020[136], puis les hôtels le 20 mars 2020[137]. Une réouverture partielle de Disney Springs, uniquement, débute le 20 mai 2020. Le 27 mai 2020, la réouverture des parcs Magic Kingdom et Animal Kingdom est annoncée pour le 11 juillet 2020 et celle d'Epcot et de Disney's Hollywood Studios pour le 15 juillet 2020. Les hôtels et camping doivent rouvrir courant juin 2020. Des mesures sanitaires strictes seront mises en place pour garantir la sécurité des visiteurs et des employés (suspension des spectacles, port du masque obligatoire, distanciation physique, contrôles de température, etc.). En novembre, la presse indique que le parc doit limiter sa fréquentation à 35 % de sa capacité[138].
- En septembre 2022, le parc ferme lors du passage de l'ouragan Ian[139] et une partie de la journée pour l'ouragan Nicole.
- Le 9 octobre 2024, le parc ferme à la mi journée lors du passage de l'ouragan Milton et reste fermé le 10, après déjà avoir du fermer partiellement lors du passage fin septembre de l'ouragan Helene.

## Le complexe de loisirs

### Les attractions
Le complexe comprend des attractions pour divertir les touristes : plusieurs parcs à thèmes et divers lieux de loisirs. De plus la société Disney a voulu étendre son offre touristique en liant intimement le complexe à la Disney Cruise Line, une compagnie de croisière dont le port d'attache se trouve à une centaine de kilomètres à l'est près de Cap Canaveral.

#### Magic Kingdom
Première partie du parc achevée en 1971 et réalisée sur le modèle de Disneyland, son emblème est le Château de Cendrillon. Sept « pays » le composent et regroupent par thème les attractions les plus célèbres de Disney. 
 
Bien que ce soit le plus vieux des parcs du complexe et aussi le plus petit, c'est toujours le Magic Kingdom qui attire le plus de visiteurs. C'est le seul parc que voulait construire Walt Disney dans le complexe, les autres ont été décidés après sa mort. Walt souhaitait que la zone devienne une ville futuriste, EPCOT.

#### Epcot
C'est une exposition internationale permanente, en deux parties, ouverte le 1er octobre 1982, Future World sur le futur et les technologies, l'autre World Showcase présente onze nations. L'emblème est une énorme géosphère appelé Spaceship Earth (vaisseau Terre). La cérémonie d'ouverture n'a eu lieu que le 24 octobre de la même année.

De nombreux pavillons ouvrirent plus tard dont Horizons juste un an après, désormais remplacé par Mission : Space. Malheureusement son côté très éducatif n'en fait pas un lieu de divertissements. De plus les pavillons étaient tous sponsorisés par des grands groupes américains ce qui faisaient ressentir aux visiteurs un certain malaise, une sensation de consommation forcée. Les sponsors disparurent petit à petit car ils refusaient de renouveler leurs contrats avec la société Disney, le prix dépassait les retours sur investissement. Les dirigeants actuels de Disney essaient toutefois de renouveler l'offre du parc en éliminant un peu le côté rébarbatif.

#### Disney's Hollywood Studios
Ouvert sous le nom Disney-MGM Studios qu'il garde jusqu'au 7 janvier 2008 au profit de Disney's Hollywood Studios. C’est un parc sur le thème des studios de cinéma, ouvert en 1989. Son emblème fut le Grauman's Chinese Theatre puis le château d’eau aux oreilles de Mickey mais ils ont été remplacés par une version géante du chapeau de Mickey dans l’Apprenti sorcier (Fantasia).

Ce parc part à l'origine d'une idée de pavillon sur l'histoire et les techniques du cinéma dans Epcot. Le sujet est très vaste et c'est presque un affront pour un studio de production de ne faire qu'une seule attraction. Au début le parc est assez petit et ne contient qu'une dizaine d'attractions mais le succès arriva rapidement. Les attractions sont actuellement nombreuses et spectaculaires telles que la Tour de la Terreur ou Rock 'n' Roller Coaster.
Il a récemment accueilli deux nouveaux secteurs, l'un consacré à Star Wars, l'autre consacré à Toy Story.

#### Disney's Animal Kingdom
C'est un parc à vocation zoologique, ouvert en 1998 ; son emblème est l'arbre de vie ((en) Tree of Life). Outre la zone d'entrée, le parc contient cinq zones à thème, appelés pays, ou “lands”, dont les thématiques symbolisent soit différents continents-mondes, soit des sujets plus disneyens, à savoir : l'Asie (Asia), l'Afrique (Africa), Discovery Island (la zone d'entrée/sortie, habituelle dans ces parcs, façon Main Street USA version animalière), Dinoland USA (sur le thème des dinosaures), Pandora (sur le thème du monde d'Avatar), et une zone en retrait, seulement accessible via un chemin de fer, où se trouve notamment une nursery animalière.

#### Autres lieux de loisirs
- Disney's Typhoon Lagoon

Ce parc aquatique est basé sur le thème d'une île tropicale dévastée par un ouragan
- Disney's Blizzard Beach

Ce parc aquatique est basé sur le thème d'une station de ski en Floride (neige permanente), un golf miniature le jouxte.
- Disney's River Country

Ce parc aquatique est définitivement fermé pour raison de non-conformité. Il se trouvait au sein du camping
- Disney Springs est une zone commerciale découpée en 4 parties au bord d'un lac
  - Pleasure Island partie sur une île avec des night-clubs
  - Marketplace partie plus forestière avec de nombreuses boutiques Disney, un Rainforest Cafe et un McDonald's.
  - West Side partie plus proche de Las Vegas avec des restaurants et des attractions tels que DisneyQuest et un théâtre permanent du Cirque du Soleil.
- Disney's BoardWalk

C'est une zone commerciale intégrée à un hôtel, représentant un fronton d'une station balnéaire de Nouvelle-Angleterre vers 1930.
- ESPN Wide World of Sports Complex

Centre d'entraînement et d'évènements sportifs ouvert au public.
- Discovery Island

était une mini réserve naturelle au milieu de Bay Lake
- Cinq golfs de classe mondiale de 18 trous, un sixième de 9 trous, 2 golfs miniatures.

Les lacs avec leurs parcours pédestres ou hippiques, leurs marinas et bien d'autres activités:
- Bay Lake
- Crescent Lake
- Lake Buena Vista
- Seven Seas Lagoon

Dans un souci d'histoire cher au conteur Walt Disney, de nombreux éléments en dehors des parcs ont une histoire imaginaire expliquant leurs origines et les associant en ces lieux. C'est le cas de Pleasure Island, ancienne usine, propriété de M Merrywather Adam Pleasure, fabricant de voile, ce qui explique l'aspect industriel de l'île. L'usine fut abandonnée en raison de la Seconde Guerre mondiale et d'un ouragan, celui-là même qui créa le parc de Disney's Typhoon Lagoon. Un hiver glacial apporta ainsi la neige du Disney's Blizzard Beach.

### Les hôtels
Walt Disney World en plus d'avoir plusieurs parcs d'attractions est aussi un important complexe hôtelier. Il compte actuellement plus de 20 000 chambres d'hôtel.
Tous les hôtels sont thématisés et participent à l'ambiance développée par les architectes de Disney. Ils ont de nombreuses activités et permettent aux visiteurs de prolonger leurs séjours.
Le complexe possède dans ses hôtels aussi de nombreux centre de congrès pour attirer le tourisme d'affaire.

### Les transports
En plus des transports à l'intérieur des parcs (à l'image de Disneyland), le domaine comprend de nombreux moyens de transports afin de relier les différents éléments le constituant. Ces transports considérés comme des transports publics sont gratuits pour les personnes possédant un billet pour un(les) parc(s) ou sa carte de résident d'un hôtel du Walt Disney World.
Les lacs et rivières, ainsi que les forêts permettent aussi de faire du bateau ou du cheval.

#### Monorail
Walt Disney World possède comme Disneyland un monorail mais ici il est conçu comme un véritable moyen de transport. Durant longtemps il fut le seul monorail à avoir cet usage. Il reste le monorail le plus fréquenté au monde. Seul celui de Las Vegas, agrandi en 2003 possède un réseau comparable.

#### Téléphérique Disney Skyliner
Walt Disney World comprend depuis septembre 2019 un téléphérique reliant les parcs Epcot (depuis l'International Gateway) et Disney's Hollywood Studios ainsi que les hôtels Disney's Caribbean Beach Resort, Disney's Art of Animation Resort, Disney's Pop Century Resort et Disney's Riviera Resort.

#### Bateaux
Des bateaux parcourent aussi le système de drainage géré par le Reedy Creek Improvement District. Des ferries relient en permanence le Magic Kingdom au parking qui lui est consacré de l'autre côté du Seven Seas Lagoon, proche du Transportation and Ticket Center. D'autres ferries relient ce centre de transport au camping situé sur les rives de Bay Lake, avec un arrêt au Disney's Wilderness Lodge Resort.

Un ferry relie Epcot (depuis l'International Gateway) au Disney's Hollywood Studios en passant par le Crescent Lake longeant les Disney's BoardWalk Resort avec son centre de divertissement, Disney's Yacht & Beach Club Resort, Walt Disney World Dolphin & Swan.

Un autre relie toutes les 40 minutes Downtown Disney, sur les rives du Lake Buena Vista, au Disney's Port Orleans Resort (Riverside et French Quarter) en longeant le Disney's Old Key West Resort et le récent Disney's Saratoga Springs Resort le long de la rivière Sassagoula.
Des locations de bateaux, jet skis ou barques pour faire des petites excursions, des courses ou de la pêche sont possibles sur la plupart des lacs. Les minis hors-bord sont appelés Wild Mouse.

#### Parc de stationnement
Chaque parc possède son propre stationnement, le Magic Kingdom et Epcot possèdent des stationnement de plus de 8000 places, et près de 5000 places pour Disney's Animal Kingdom et pour Disney's Hollywood Studios. Auxquels il faut ajouter environ 3000 places pour Disney Springs et celles des parkings de chaque hôtel.

Le parking du Magic Kingdom a été en partie amputé afin de construire une piste de course de voiture de type Indy Car (Cf. Indianapolis 500), la Disney's Speedway. Des cours de conduite sont même organisés.
Sur les places de stationnement des parcs un système de trams (comparable aux longs camions à plusieurs remorques du Studio Tram Tour) permet de prendre les visiteurs et de les déposer ou de les prendre à l'entrée du parc ou du système de transport le plus proche. Ainsi sur celui du Magic Kingdom les visiteurs sont embarqués/débarqués au Transportation and Ticket Center qui regroupe une gare de bus, de monorail et un embarcadère de ferries.

#### Bus

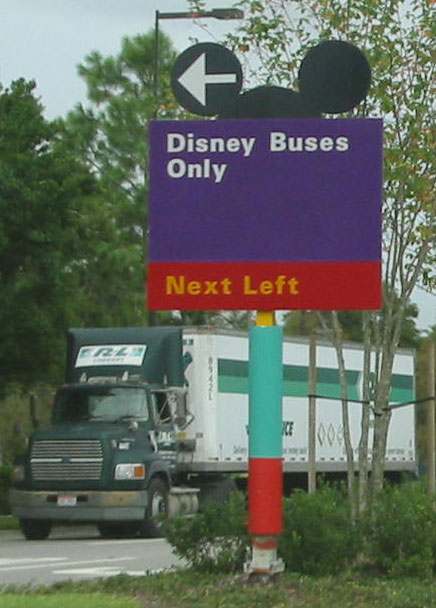
Panneau Disney destiné aux bus.

Une flotte de bus opère sur la propriété. Elle est gérée par une filiale de la Walt Disney Company et baptisée Disney Transport, elle est gratuite pour les visiteurs hébergés par Disney ou ayant des entrées aux parcs.
Le Walt Disney World a lancé le 5 mai 2005 un service nommé Disney's Magical Express permettant aux visiteurs de prendre un bus Disney dès l'aéroport d'Orlando directement pour leurs hôtels Disney. Leurs bagages sont eux aussi emmenés directement dans leurs chambres pour ceux qui le désirent (option offerte dans les forfaits et dans le cadre des vols intérieurs). Cette astuce permet de rendre les vacances chez Disney « simple et facile », bien qu'il rende les visites aux parcs concurrents d'Orlando comme Universal Orlando Resort ou SeaWorld malaisées, voire impossibles.

À partir de 23 septembre 2005 l'aéroport international d'Orlando a interdit aux employés du service Disney's Magical Express d'accueillir les visiteurs à l'intérieur du hall de l'aérogare en raison de certains dérapages. Certains visiteurs ont semble-t-il été accostés et les employés leur auraient proposé le service de bus directement dans le hall ce qui est assimilé à un démarchage rigoureusement interdit. Il faut rappeler que ce service est gratuit pour les personnes ayant réservé un forfait entrées+logement Disney.

#### Avions
D'après les plans imaginés par Walt Disney, un aéroport devait être construit sur le site, principalement afin de pallier l'absence à l'époque d'aéroport international (celui d'Orlando fut ouvert en 1974). Il devait être construit où se situe actuellement le Disney's Animal Kingdom.
Mais un aérodrome nommé Lake Buena Vista Stolport a longtemps existé sur le site.
Situé le long de la World Drive à proximité du Disney's Wilderness Lodge Resort et du Transportation and Ticket Center, il n'est plus indiqué comme actif depuis 2004, mais était encore nommé en 1998 comme aérodrome privé dans des documents régionaux mais absent depuis 1976 de la liste des aéroports américains. Toutefois en 2004 la piste et les bâtiments annexes sont toujours en parfait état.

## Les activités professionnelles ou de loisirs
En dehors des parcs de loisirs et des hôtels il est possible de pratiquer de nombreuses activités de loisirs ou professionnelles.

### Les centres de congrès
Walt Disney World est l'un des plus grands lieux de congrès d'Amérique du Nord, avec plus de 77 000 m2. Il est souvent cité comme étant en concurrence avec Las Vegas, et ce sans compter la région d'Orlando elle aussi suréquipée. 
Les centres de congrès sont associés aux hôtels :
- Disney's BoardWalk Inn 2 000 m2
- Disney's Contemporary Resort 9 000 m2
- Disney's Coronado Springs Resort 22 000 m2
- Disney's Grand Floridian Resort & Spa 4 000 m2
- Disney's Yacht & Beach Club Resort 7 300 m2
- Walt Disney World Dolphin & Swan 32 900 m2 répartis dans les deux hôtels

Disney possède aussi les Disney's Garden Pavilions deux salles au sein du minigolf Fantasia Gardens.

### Les mariages
Depuis 1995, le Disney's Fairy Tale Wedding Pavilion permet de faire une cérémonie de mariage de A à Z. Une chapelle, une salle de réception et plusieurs lieux aux magnifiques panoramas sont disponibles pour les différentes étapes du mariage. Il est même possible de coupler avec une croisière sur la Disney Cruise Line.

### Le golf
Walt Disney World selon le souhait de Walt Disney, possède plusieurs terrains de golfs. Avec actuellement quatre golfs de 18 trous, un de 9, et trois golfs miniatures, le complexe a été surnommé le Magic Linkdom.
Un cinquième parcours de 18 trous existait entre 1992 et mars 2008 mais a été transformé en complexe de luxe, le Golden Oak.

### Le sport
En plus du golf, le complexe de Walt Disney World permet la pratique de nombreux sports. On peut citer la pêche, le jogging, les sports nautiques ou le tennis. Les sports sont organisés dans les hôtels.
En 1997 le Walt Disney World a ouvert un centre sportif, le Disney's Wide World of Sports dans le sud de la propriété, renommé en 2010 d'après la chaîne sportive ESPN, filiale de Disney.

## Les autres services
Walt Disney World regorge de services divers pour mener à bien l'immense complexe de loisirs, certains sont des filiales de Disney et d'autres non.
En plus d'un service téléphonique, le site compte depuis le 21 juin 2009 un service de réservation par internet des restaurants du complexe.

### La direction administrative
La direction du complexe est installée dans un important bâtiment situé au sud de Disney Springs : le Team Disney Building Orlando.28° 21′ 55″ N, 81° 31′ 17″ O
Juste à côté se trouve le Walt Disney World Casting Center qui héberge le service des ressources humaines.28° 22′ 11″ N, 81° 30′ 46″ O
Une partie des services administratifs et commerciaux occupent le Lake Buena Vista Office Plaza, aussi connu comme le Sun Bank Building en raison de la banque qui occupe le rez-de-chaussée, ouvert depuis le 18 juillet 1978. 28° 22′ 16″ N, 81° 30′ 44″ O
Le complexe et sa proximité comporte deux centres pour les enfants gérés par la YMCA où les employés de Disney peuvent déposer leurs enfants,:
- Le premier ouvert en août 2004 est situé au sud du complexe, au 3261 Sherberth Rd. sur la ville de Kissimmee 28° 20′ 39″ N, 81° 35′ 23″ O.
- Le second ouvert en janvier 2005 est à l'est du complexe dans la zone de Central Shop South, au 2800 E. Vista Blvd. sur la ville de Lake Buena Vista 28° 23′ 31″ N, 81° 31′ 55″ E.

### Central Shop North
- la Disney University
- un bureau de Partners Federal Credit Union
- un centre énergétique de la Reedy Creek Energy Services
- un centre de réparation de monorail et de train à vapeur.
- un bunker pour des feux d'artifice
- des zones d'entrepôts pour les attractions fermées

### Central Shop South
- le Walt Disney World Florist pour les fleurs
- une société téléphonique totalement en numérique (depuis 1971), baptisée Vista United Telecommunication, qui a été rachetée en mars 2001 par Smart City Telecom , une filiale (créée l'année précédente) de US Cable Group, et qui depuis rayonne sur toute la région d'Orlando.
- une usine de textile (pour la réalisation d'articles Disney)
- une cantine de restauration collective (Canteen Corp)
- une zone pour Walt Disney Imagineering
- un service événementiel, le Disney Event Group[144]

des sociétés de construction ou d'entretiens :
- l'Electrical Repair and Maintenance Company (ERMCO)[145]
- Coquina Engineering  une société de construction spécialisée dans les constructions maritimes et aussi les frontons, pontons, chemins pédestres et construction en bois épais. La société Disney leur a aussi donné une autorisation de réaliser des constructions en béton. Elle a ainsi réalisé la plupart des sentiers et des trottoirs des parcs et des hôtels du complexe.

### Autres zones
- un centre de traitement des eaux usées qui comprend une usine de méthanisation construite et gérée par Harvest Power pour 30 millions de dollars[146]
- une centrale électrique solaire construite par Duke Energy de 5 Méga Watt sur 22 acres (89 031 m2) située à l'ouest du parc Epcot en forme de tête de Mickey[147]
- une ferme d'arbres
- un service de sécurité : Disney Security
- Mickey's Retrait, un centre d'activité et de détente réservé aux employés situé au bord du Little Lake Bryan 28° 22′ 53″ N, 81° 29′ 32″ O. Il comprend une plage privée, deux piscines, un terrain de baseball, plusieurs terrains de tennis et de basketball, un ponton pour des bateaux et une salle de réception
- Disney Wilderness Preserve une réserve naturelle située à quelques kilomètres au sud de Célébration.
- Vista Way, The Commons, Chatham Square et Patterson Court, quatre zones résidentielles réservées aux employés et situées près du Little Lake Bryan
- une quatrième blanchisserie a été construite à proximité de l'ESPN Wide World of Sports Complex

## Analyse économique et touristique

### Le domaine en chiffres
Quand le Magic Kingdom ouvrit en 1971, le Walt Disney World Resort employait environ 5 500 cast members. Aujourd'hui il emploie plus de 74 000 cast members, dépensant plus de 1,1 milliard de dollars en salaires et dégageant 478 millions de dollars de bénéfices chaque année. C'est le plus grand employeur sur un seul site des États-Unis, avec plus de 3 000 métiers.
Afin de gérer les employés, plusieurs bâtiments ont été construits dont le Team Disney Building de 280 mètres de long accueillant un cadran solaire de 40 m, ou le Casting Center traversé dans la longueur par un  couloir ascendant menant à la réception située à l'autre bout.
Le 30 mars 2004, dans un article du Orlando Sentinel, le président de Walt Disney World, Al Weiss, donna quelques révélations sur la maintenance des parcs :
Plus de 5 000 cast members sont affectés à la maintenance, y compris 650 horticulteurs et 600 peintres.

Le complexe de Disney World dépense plus de 100 millions de dollars chaque année en maintenance pour le Magic Kingdom. En 2003, 6 millions de dollars ont été dépensés pour la rénovation du Crystal Palace, un restaurant sur la place centrale fait de verre. 90 % des visiteurs déclarent que la propreté et l'état du Magic Kingdom sont excellents ou très bien.

Les voies dans les parcs sont nettoyées à la vapeur toutes les nuits.
 
Des cast members sont en permanence assignés à repeindre le carrousel de chevaux avec de véritables feuilles d'or.
 
Le parc dispose d'une réserve d'arbres sur le site. Ainsi s'il faut remplacer un arbre trop âgé mais sans dénaturer l'effet qu'il avait dans un parc, un arbre plus jeune (âgé de 30 ans) est prêt à lui succéder.

### Le coût du complexe
Walt Disney World est un complexe immense qui a coûté à la société Disney des sommes faramineuses. Voici quelques prix :
- 5 millions de dollars pour l'achat des terrains.
- 700 millions de dollars pour la phase I : terrassements, irrigations, routes, Magic Kingdom et deux hôtels. Dave Smith indique en 1998 une somme de 400 millions de dollars[8]
- 800 millions de dollars pour EPCOT Center (renommé Epcot)  dans la Phase II. Mais certains avancent le chiffre de 1,2 milliard en raison des coûts annexes non directement liés comme ceux pour Vista United Telecommunication qui a dû agrandir son réseau et le passer en fibre optique. C'est plus vraisemblablement le coût de la totalité de la phase II.
- entre 350 et 400 millions pour le parc Disney's Hollywood Studios.
- 760 millions de dollars pour le parc Disney's Animal Kingdom dans la phase IV.

Mais il faut ajouter à cela les coûts des attractions ajoutées après l'ouverture des parcs, ainsi Mission : Space, une des dernières nouveautés d'Epcot (ouverte en août 2003) a coûté 150 millions de dollars. 

La fourchette de prix des grandes attractions est actuellement de 50 à 150 millions de dollars.
- Big Thunder Mountain : 60 millions de dollars.
- Expedition Everest : 100 millions de dollars.
- Tower of Terror : 120 millions de dollars.

Et il faut ajouter les nombreux hôtels, les centres de divertissements, etc. Le total est très difficile à chiffrer en raison de l'opacité relative de la Walt Disney Company sur ses comptes.

### L'impact économique
Avant l'ouverture du complexe la région ne dépendait que des revenus du coton, du bétail et des agrumes. C'est en 1956 que la première grosse industrie s'ouvre avec l'usine Martin-Marietta, d'où les rumeurs de Boeing dans les années d'achats de terrains. Cette présence d'une industrie lourde poussa à la création de l'université de Floride.
La population de la région vers 1960 était d'environ 395 000 habitants. Mais vers 1980 le chiffre de 805 000 fut dépassé pour atteindre 1,6 million en 2001.
À l'ouverture le parc n'était pas en mesure de subvenir correctement à ses besoins qui étaient gigantesques.
La société Disney dut faire venir des personnes qualifiées pour compenser le manque de main- d'œuvre spécialisée de la région.
Le parc ouvrit en octobre 1971. Il ne dépassa les 11 millions de visiteurs qu'en 1976. C'est l'ouverture de l'aéroport international d'Orlando, sous la pression de la Walt Disney Company, qui permit à la clientèle du parc de « s'envoler. » Il permit d'amener plus de visiteurs de tous les États-Unis et du monde. À l'origine Walt Disney avait même envisagé de construire son propre aéroport pour combler le manque.
La foule de visiteurs attira d'autres sociétés de parcs à thème (Universal, SeaWorld, etc.) et un nombre incalculable d'hôtels. Cette importante offre hôtelière permit de développer le tourisme d'affaire avec plusieurs centres de congrès en grande partie dans les hôtels.
La présence de nombreux hommes d'affaires attira les sociétés de haute technologie qui pouvaient trouver de la main d'œuvre et aussi des débouchés dans le tourisme. Walt Disney World et les hôtels de la région sont en guerre depuis de nombreuses années pour offrir le "meilleur confort" à leurs clients. (Voir les innovations de Vista United Telecommunication). N'oublions pas aussi la proximité de Cap Canaveral, célèbre port spatial de la NASA.
En 2002, 42 millions de visiteurs viennent annuellement dans la région et génèrent pour 19,7 milliards de dollars de revenus. Ils peuvent ainsi profiter des 90 attractions, 102 000 chambres d'hôtels, 150 parcours de golf et 3 800 restaurants recensés en 2002.
Le complexe de Disney World, à lui seul, embauche une importante part de la population active. Les cast members étaient au nombre 5 500 en 1971 mais plus de 51 500 en 2001. Ce serait le premier employeur de Floride. Les activités du complexe aurait généré 130 000 emplois indirects et la construction de 40 000 appartements ou maison d'habitations (chiffres de 1996, source Encyclopædia Universalis).
Le réseau autoroutier de la région n'est pas en reste, plus de trois autoroutes ont été spécialement construites entre la ville, son aéroport situé au sud-est à la limite de la ville et le complexe de Walt Disney World au sud-ouest. Disney World n'était desservi en 1971 que par l'I-4. Cette dernière est devenue un véritable corridor touristique. Cette zone accueille la plupart des attractions et des hôtels. Et l'espace compris entre Disney World et l'aéroport a vu pousser de nombreuses zones résidentielles pour héberger les employés. L'agglomération s'est réellement développée en direction du complexe de Disney.
Un peu plus loin le bassin portuaire de Port Canaveral est devenu un vrai port touristique en raison de sa proximité avec l'aéroport d'Orlando et de l'importante clientèle qui passe dans la région. À l'origine il ne servait que rarement pour le centre spatial Kennedy dont il sert d'entrée sud.
En 2011, un rapport de Disney estime que pour l'année 2009 l'impact des activités touristiques de Disney sur l'état de Floride s'élève à 18,2 milliards de dollars directs et indirects dont 6,3 milliards de revenus directs détaillés comme suit 1,8 milliard pour les salaires des 59 000 employés, 2,3 milliards pour les services et biens achetés par Disney, 1,7 milliard d'achats de vacanciers hors Disney. En 2012, l'agglomération d'Orlando compte 64 000 employés Disney.
L'impact économique est aussi plus large ainsi le 19 juin 2012, la Jacksonville Port Authority annonce que le Walt Disney World Resort utilise désormais principalement le port de Jacksonville (Floride) construit en 2009 par le japonais Mitsui au lieu de Savannah (Géorgie) pour réceptionner les marchandises destinées à ses parcs de Floride, 25 % passant toujours par Savannah.

#### La crise aérienne post-11 septembre 2001
La crise aérienne post-11 septembre 2001, réduisit fortement le tourisme de masse et le nombre de visiteurs chuta. Walt Disney World a modifié son vaste plan de rénovation hôtelière lancé à la fin des années 1990 afin d'occuper les chambres libres des autres hôtels de son complexe.
De nouvelles attractions ont commencé à être construites afin d'attirer à nouveau les visiteurs.
D'après les chiffres de 2004 le tourisme commencerait à sortir de cette crise. Mais les résultats financiers du complexe ne sont plus exactement comme avant. Walt Disney World était considéré comme une « vache à lait » pour la Walt Disney Company mais depuis 2002 c'est la branche télévision et surtout les chaînes câblées qui lui rapportent de l'argent. Le complexe de Floride fut déficitaire pendant quelques années. Il serait revenu dans le positif au dernier trimestre 2004.

### Données opérationnelles

#### Visiteurs et tarifs avant 2003
Voici deux tableaux présentant l'évolution depuis 1971 du nombre de visiteurs et des tarifs de Walt Disney World.Sur celui des visiteurs on peut remarquer la réduction due à la crise post-11 septembre 2001.
Seule l'ouverture du second parc a réellement fait augmenter la fréquentation du complexe, en la doublant presque. C'est depuis l'ouverture en 1989 du troisième parc et de nombreux hôtels que la fréquentation du complexe a commencé à grimper lentement. Pour information c'est l'agglomération d'Orlando et les motels qui ont absorbé l'augmentation des visiteurs en 1982, d'où la réponse de Disney à partir de 1988 avec l'ouverture de plus de 20 hôtels en 15 ans.
NB :

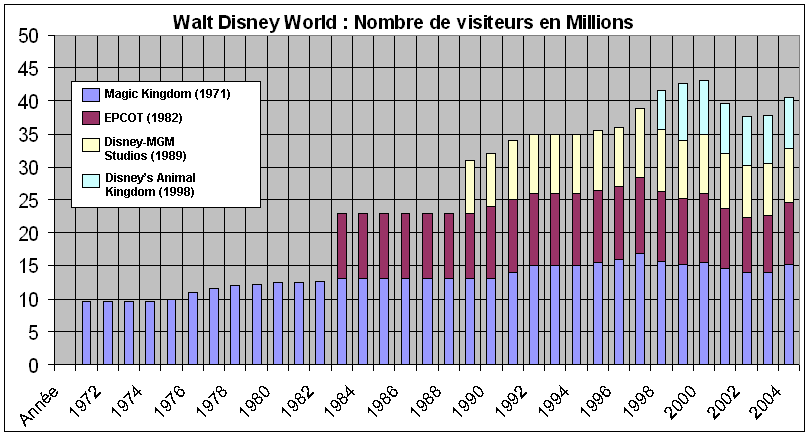
Tableau d'évolution du nombre de visiteurs du Walt Disney World, avec répartition par parc

- les chiffres de 1971 à 1996 sont des estimations (sauf 1983) basées sur les « étapes » franchies par Disney :
  - Mars 1976 : 50 millionième visiteur
  - Octobre 1979 : 100 millionième visiteur
  - Juillet 1987 : 250 millionième visiteur
  - Août 1992 : 400 millionième visiteur
  - 13 octobre 1995 : 500 millionième visiteur
  - 24 juin 1998 : 600 millionième visiteur
- 1983, source Disney Enterprises
- Pour 1997, 1998 et 2004, Source American Business Magazine
- De 1999 à 2003 Source Orlando Sentinel

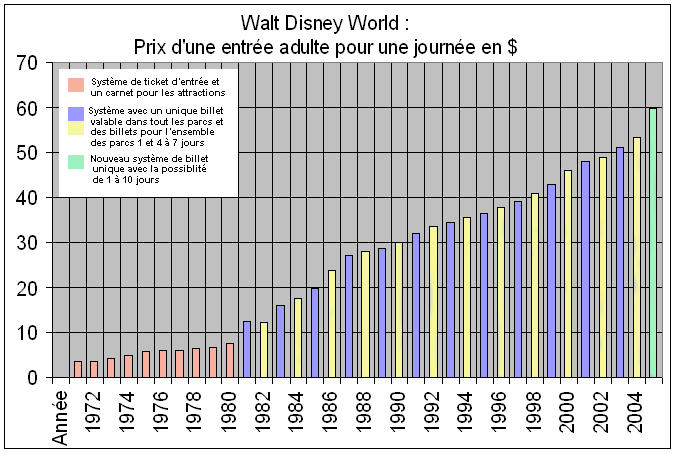
Tableau d'évolution des tarifs du Walt Disney World

On peut remarquer que le prix d'entrée du complexe a toujours augmenté et ce régulièrement. Il est toutefois comparable à ceux pratiqués à Disneyland Resort et Disneyland Paris. Les tarifs augmentent principalement en janvier en raison des changements de valeurs des taxes fédérales et très souvent en juin ou septembre voir les deux. Ainsi, en 1986, il y eut trois augmentations mais aucune entre 1975 et 1977.
Il faut aussi noter qu'en 1981 et en 2005 le système de tarification fut intégralement revu. Avant 1981 un droit d'entrée était perçu, puis il fallait acheter des tickets disponibles en carnet pour accéder aux attractions : A pour les plus petites et E pour les plus grandes.
Après 1981, un billet d'entrée complet (sauf les jeux d'arcades et stands de tirs) permettait d'accéder à toutes les attractions tandis qu'un forfait de 4 à 7 jours permettait de visiter l'ensemble des parcs sur la durée désirée.
Depuis 2005 les forfaits sont plus modulables et vont de 1 à 10 jours.
(en) le site http://allearsnet.com/ détaille l'historique de tous les tickets avec des illustrations pour quasiment tous.

#### Visiteurs depuis 2006
| Parc      | Magic Kingdom | Epcot      | Disney's Hollywood Studios | Disney's Animal Kingdom | Disney's Typhoon Lagoon | Disney's Blizzard Beach |
| --------- | ------------- | ---------- | -------------------------- | ----------------------- | ----------------------- | ----------------------- |
| Ouverture | 1971          | 1982       | 1989                       | 1998                    | 1989                    | 1995                    |
| 2006      | 16 640 (1)    | 10 460 (6) | 9 100 (7)                  | 8 910 (8)               | 2 050                   | 1 880                   |
| 2007      | 17 060 (1)    | 10 930 (6) | 9 510 (7)                  | 9 490 (8)               | 2 080                   | 1 910                   |
| 2008      | 17 063 (1)    | 10 935 (6) | 9 608 (7)                  | 9 540 (8)               | 2 059                   | 1 891                   |
| 2009      | 17 233 (1)    | 10 990 (6) | 9 700 (7)                  | 9 590 (8)               | 2 059                   | 1 891                   |
| 2010      | 16 972 (1)    | 10 825 (5) | 9 603 (8)                  | 9 686 (7)               | 2 038                   | 1 872                   |
| 2011      | 17 142 (1)    | 10 825 (6) | 9 699 (8)                  | 9 783 (7)               | 2 058                   | 1 891                   |
| 2012      | 17 536 (1)    | 11 063 (5) | 9 912 (8)                  | 9 998 (7)               | 2 100                   | 1 929                   |
| 2013      | 18 588 (1)    | 11 229 (5) | 10 110 (8)                 | 10 198 (7)              | 2 142                   | 1 968                   |
| 2014      | 19 332 (1)    | 11 454 (6) | 10 312 (8)                 | 10 402 (7)              | 2 185                   | 2 007                   |
| 2015      | 20 492 (1)    | 11 798 (6) | 10 828 (8)                 | 10 922 (7)              | 2 294                   | 2 107                   |
| 2016      | 20 395 (1)    | 11 712 (6) | 10 776 (8)                 | 10 844 (7)              | 2 277 (2)               | 2 091 (3)               |
| 2017      | 20 450 (1)    | 12 200 (6) | 10 722 (8)                 | 12 500 (5)              | 2 163 (2)               | 1 945 (4)               |
| 2018      | 20 859 (1)    | 12 444 (7) | 11 258 (9)                 | 13 750 (6)              | 2 271 (2)               | 2 003 (3)               |
| 2019      | 20 963 (1)    | 12 444 (7) | 11 483 (9)                 | 13 888 (6)              | 2 248 (2)               | 1 983 (3)               |
| 2020      | 6 941 (1)     | 4 044 (7)  | 3 675 (9)                  | 4 166 (6)               |                         | 316                     |
| 2021      | 12 691 (1)    | 7 752 (7)  | 8 589 (9)                  | 7 194 (6)               |                         | 1 201                   |
| 2022      | 17 133 (1)    | 10 000 (7) | 10 900 (9)                 | 9 027(6)                | 1 915                   | 101                     |

### Les partenariats
Disney a signé de nombreux accords de partenariats pour de nombreuses activités au sein du complexe. Ainsi les deux hôtels Walt Disney World Dolphin & Swan sont gérés par Starwood Hotels & Resorts sous les marques Sheraton et Westin.
La société Landry's Restaurant gère de son côté les deux restaurants Rainforest Cafe de Disney Springs Marketplace et de Disney's Animal Kingdom, le Fulton's Crab House de Downtown Disney Pleasure Island, en plus du Rainforest Cafe de Downtown Disney Californie.

### Les directeurs
- 1977 à 1987 : président ??, vice-président Bob Allen
- 1994 à 1996 : président ??, vice-président Al Weiss
- 1996 à 2006 : président Al Weiss
- 2006 à 2013 : président Meg Crofton
- 2013 à ? : George Kalogridis